# メルセデスAMG・ハイパフォーマンス・パワートレインズ
メルセデスAMG・ハイパフォーマンス・パワートレインズ・リミテッド（Mercedes AMG High Performance Powertrains Limited）は、イギリスに所在するレース専門のエンジンビルダーである。「メルセデスAMG・HPP」、「HPP」といった略称で呼ばれることもある。
ドイツの自動車メーカーであるメルセデス・ベンツ・グループ社の完全子会社であり、同社のレース活動の一環として、フォーミュラ1（F1）でパワーユニットの供給を行っている。
供給先のマクラーレン・メルセデス（1995年 - 2014年）、メルセデス（2010年以降）といったワークスチームは複数の選手権タイトルを獲得している。2009年からワークスチーム以外にも有償でエンジン/パワーユニット供給を行っており、それらカスタマーチームでも、ブラウンGP（2009年）とマクラーレン（2024年）が選手権タイトルを獲得している。

## 沿革
1983年12月、コスワースの元エンジニアであるマリオ・イリエンとポール・モーガンによって、レーシングカー用のエンジン製造を目的として「イルモア」が設立された。設立にあたって同社はロジャー・ペンスキーとゼネラルモーターズ（GM）から出資を受けており、ロジャー・ペンスキーが所有するレーシングチームであるペンスキー・レーシングのために、北米で開催されているインディカーシリーズ（CART）用のエンジンを開発し、GMが所有するブランドの一つであるシボレーのバッジを付けて1986年から供給を始めた。1987年シーズン開幕戦のロングビーチで同シリーズにおける初優勝を果たしたのを皮切りに、イルモア製エンジンを搭載した車両はインディ500優勝、シリーズチャンピオン獲得など短期間で多くの成果を残した。
1993年11月、GMが保有していたイルモア株（25%）をメルセデス・ベンツ社が買い取った。イルモアに資本参加するようになったことで、1994年からはF1、1995年からはCARTで、「メルセデス・ベンツ」の名の下にエンジン供給がそれぞれ行われるようになった。
CARTにおける活動は2000年限りで終えることになるが、F1では1997年から優勝争いに絡むようになり、1998年と1999年には選手権タイトルを獲得した。
2001年にイルモアの創設者の一人であるモーガンが事故死したことを契機として、2002年9月にダイムラークライスラー（当時・1998年 - 2007年）はイルモア株の取得割合を55%にまで増やして傘下に置き、2003年2月付けで社名を「メルセデス・イルモア」に改めた。
2005年6月、メルセデス・イルモアは「メルセデス・ベンツ・ハイパフォーマンス・エンジンズ」（Mercedes-Benz High Performance Engines Limited、略称「HPE」）に改称された。この際、ダイムラークライスラーはHPE社を完全子会社とする一方で、F1以外の事業分野をHPE社から切り離し、それらの事業は元々の創業者であるマリオ・イリエンが継承し、イリエンは旧社名と同じ「イルモア」（Ilmor Engineering Limited）を新たに設立し、袂を分かつことになった。
2010年にダイムラー（2007年にダイムラークライスラーから改称）が自社のF1チームの運営会社としてメルセデス・ベンツ・グランプリ（Mercedes-Benz Grand Prix Limited）を設立した。それに伴い、メルセデス・ベンツ・ハイパフォーマンス・エンジンズは2011年に現在の社名である「メルセデスAMG・ハイパフォーマンス・パワートレインズ」に改称された。

## F1における活動
F1においては、イルモアとしては1991年から1994年にかけて、メルセデス・ベンツとしては1994年以降、エンジンの供給を行っている。

### イルモア（1991年 - 1994年）
1991年、イルモアはレイトンハウスのエンジンサプライヤーとしてF1に参加を始めた。

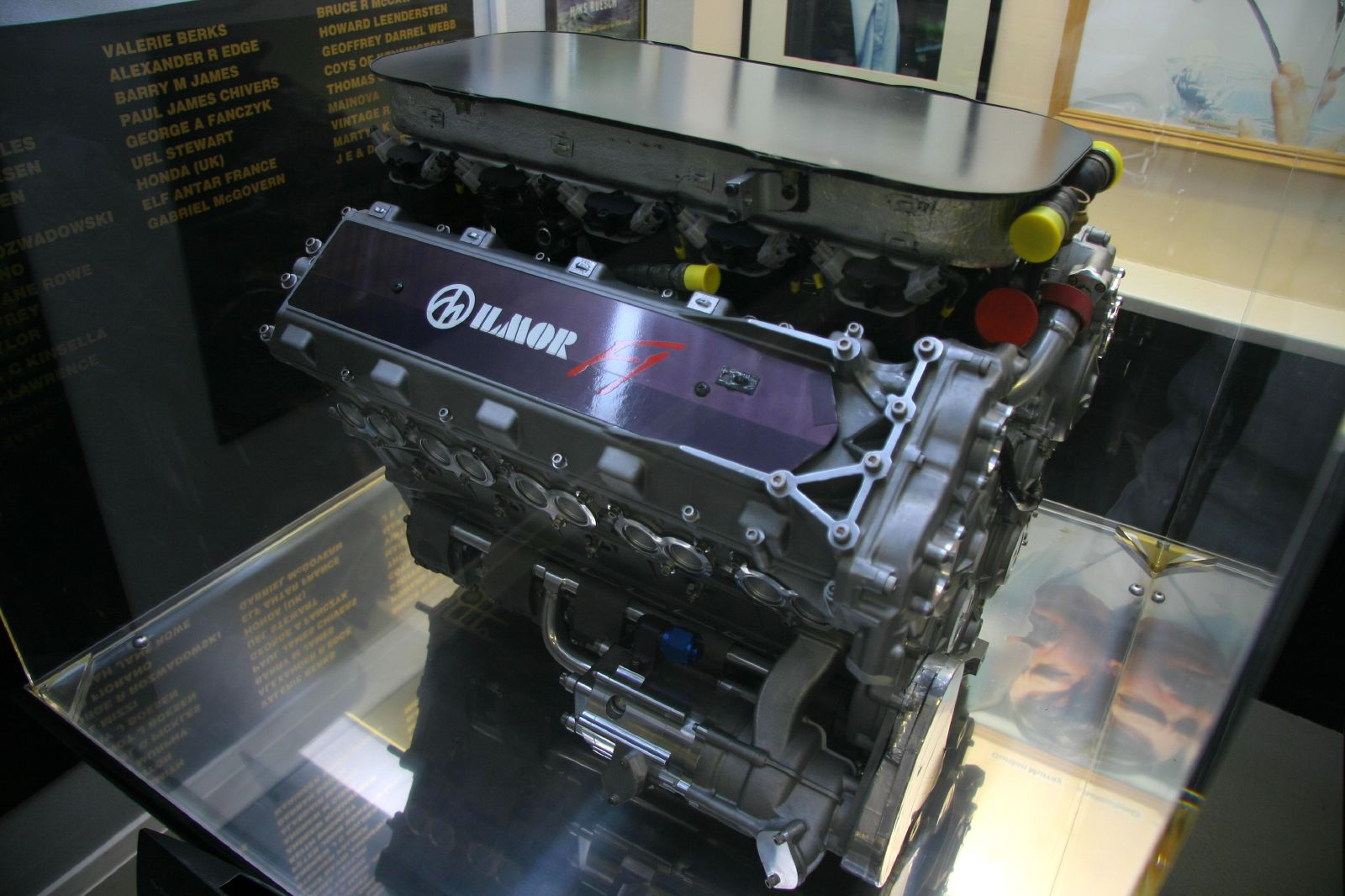
イルモア・2175Aエンジン

イルモアはF1参戦にあたってV型10気筒エンジン（2175A）を開発し、翌1992年シーズンはレイトンハウスから名前を戻したマーチとティレルの2チームに供給を行った。参戦した最初の2年で、イルモアエンジンを搭載した車両はわずかなポイントを獲得するにとどまった。
一方、1991年時点でF1への参戦を考えていたメルセデス・ベンツ社とザウバーは、自分たちの車両にイルモアエンジンを搭載することを検討していた。これはザウバーでF1参戦プロジェクトのテクニカルディレクターを務めていたハーベイ・ポスルスウェイトの勧めによるもので、ポスルスウェイトがティレル時代にイルモアのことを知っていたという事情による。メルセデス・ベンツの首脳と担当者もイルモアのファクトリーを訪れて感銘を受け、イルモアの採用は承認された。しかし、親会社であるダイムラー・ベンツの経営上の事情により、1991年11月にメルセデス・ベンツはモータースポーツ活動を大幅に縮小することを発表し、F1参戦計画も中止を決定した。
メルセデス・ベンツは去ったもののザウバーは単独でのF1参戦に向けて準備を進め、1993年にデビューにこぎつけ、イルモアはザウバーに2175Aエンジンの供給を行った。表向きはメルセデス・ベンツと無関係な参戦ということになっていたが、ザウバーの車両であるC12のエンジンカバーには「Concept by Mercedes-Benz」と掲げられ、物議を醸した。
- エンジン供給先のチーム（年は供給した年）

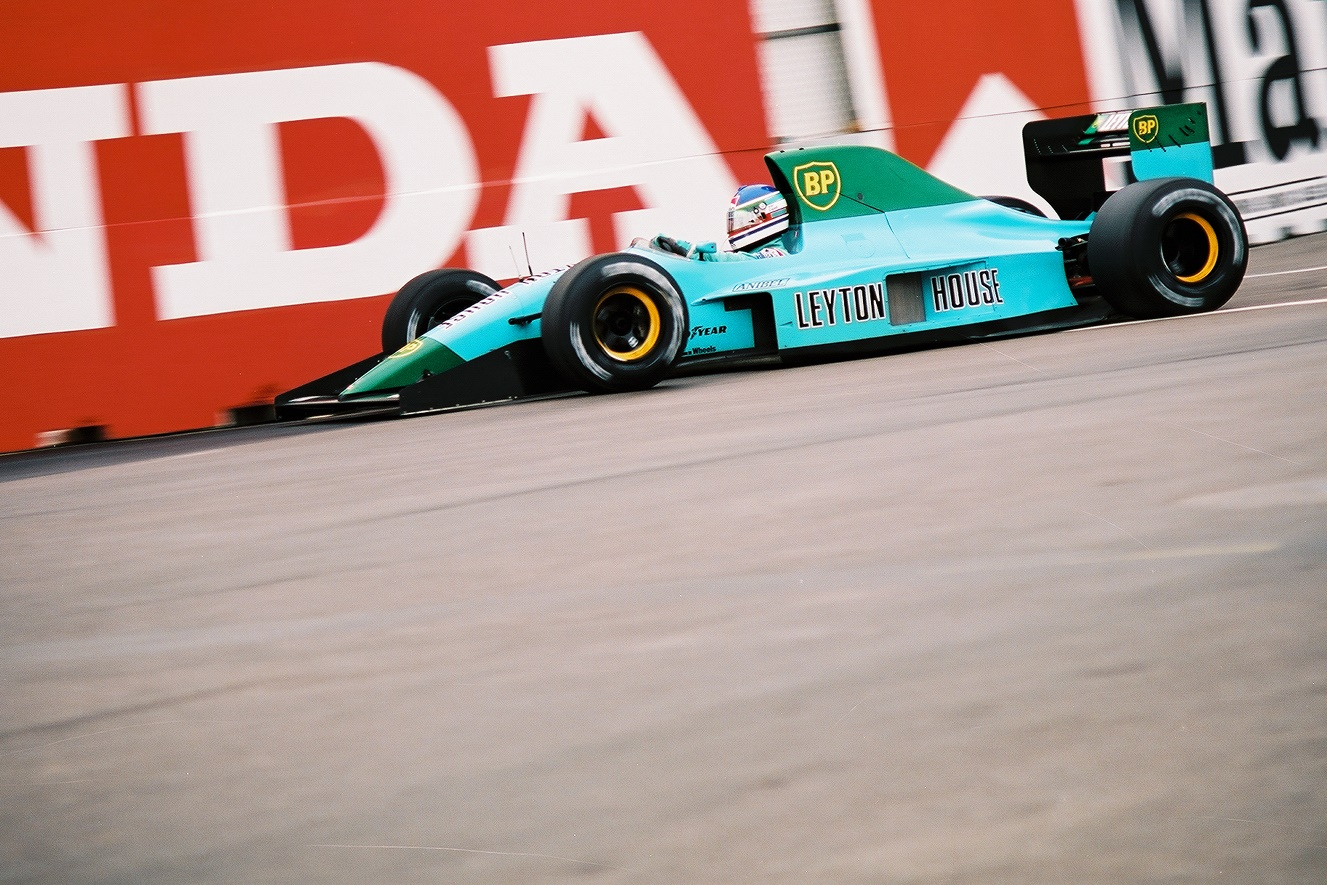
レイトンハウス/マーチ (1991年 - 1992年)
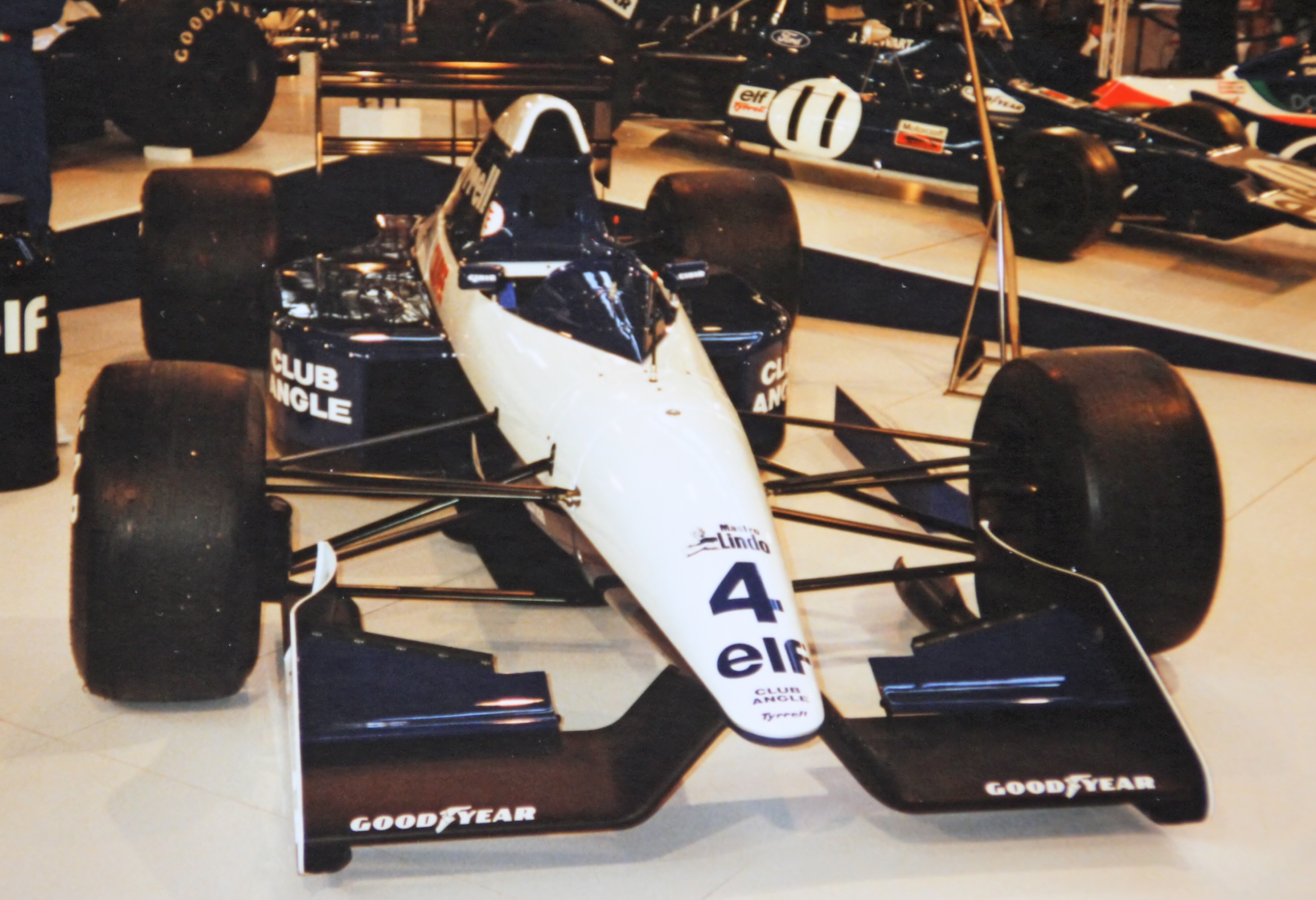
ティレル　　　　　　　　　　　　　　　　　　　　　　　 (1992年)
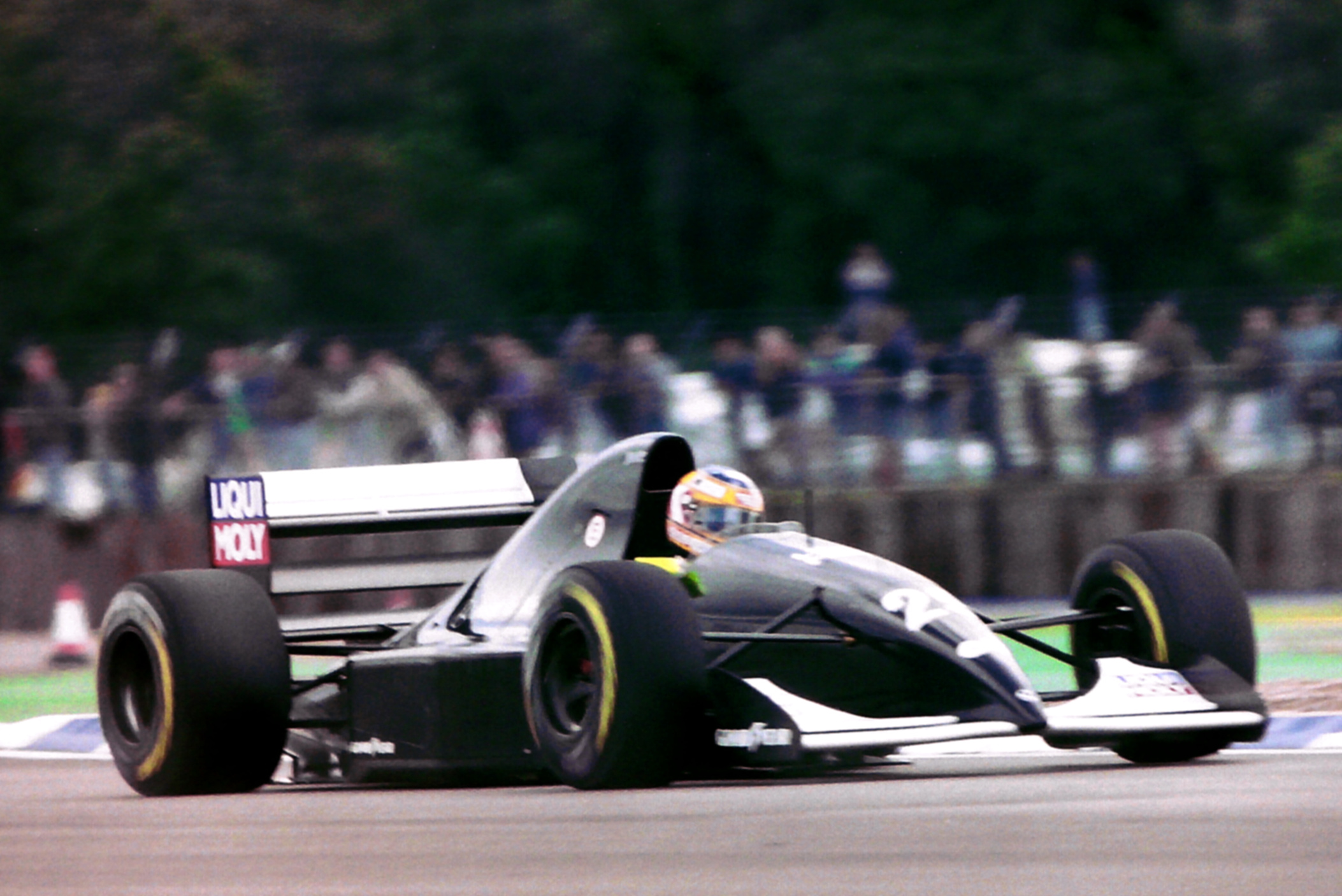
ザウバー (1993年) ※エンジンの名称は「ザウバー」。
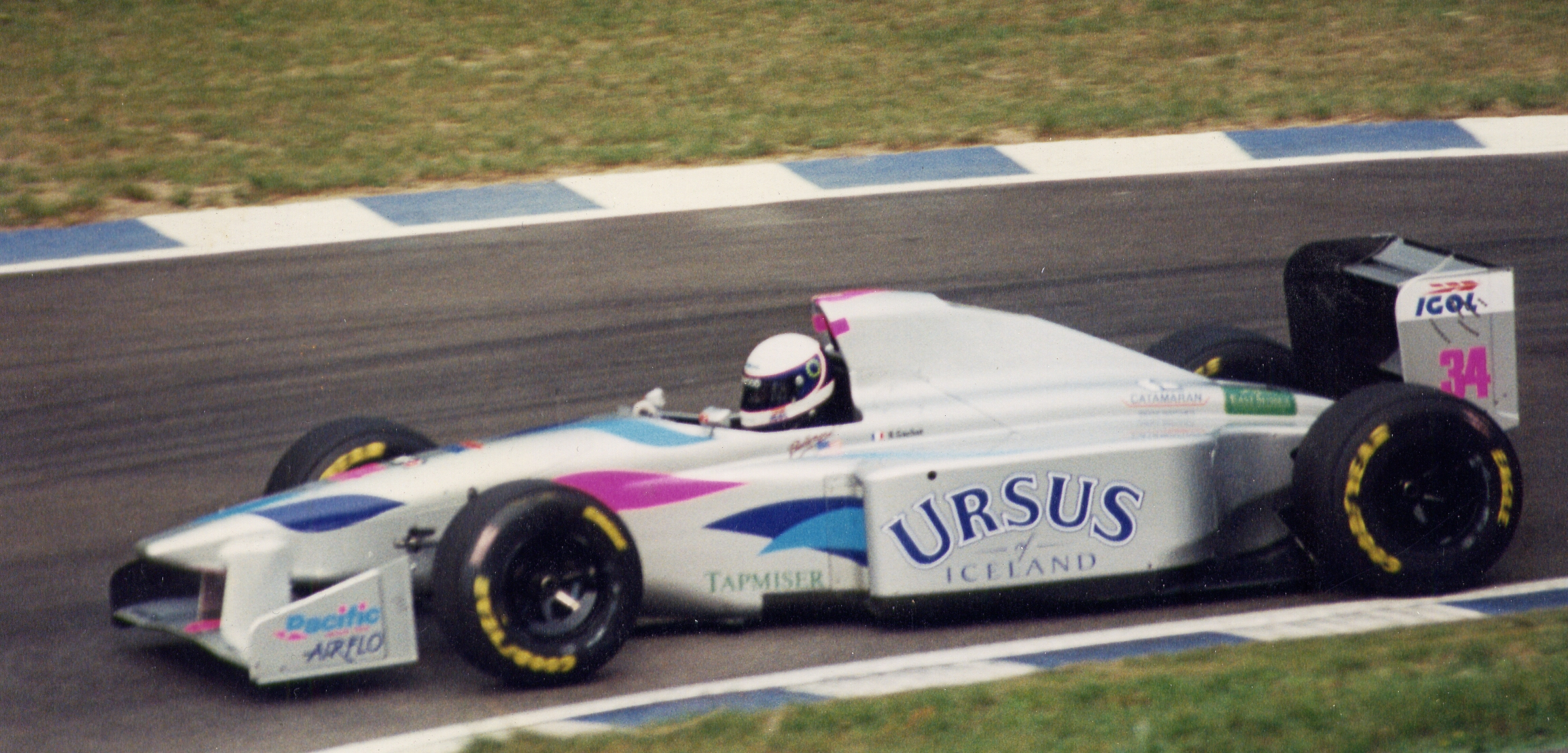
パシフィック (1994年)

### メルセデス（1994年 - ）
1994年にメルセデス・ベンツが正式にF1に復帰してエンジンのサプライヤーとなり、コンストラクターズ選手権におけるエンジン製造者の名称としては「メルセデス」（Mercedes）として登録されるようになった。
開発は引き続きイルモアが行い、前述の経緯により、ダイムラー傘下となっていった。

#### V10エンジン時代 (1994年 - 2005年)
1994年にザウバーに供給した後、1995年からはトップチームのひとつであるマクラーレンと組み、ワークス供給を開始した。

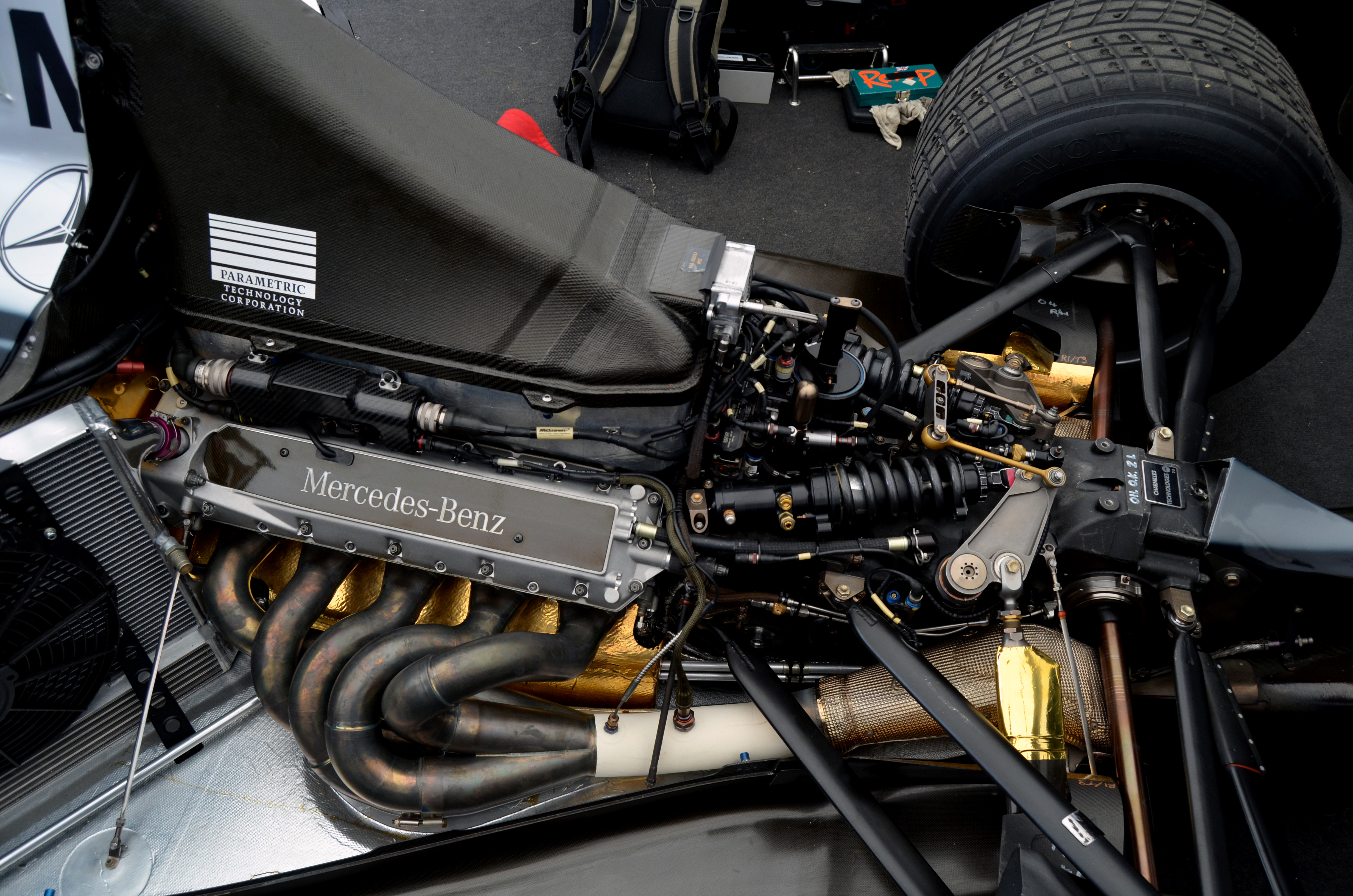
メルセデス・ベンツ・FO110Gエンジン（1998年）

当時のマクラーレンは低迷期で、1993年の最終戦を最後に優勝から遠ざかっていた。メルセデスエンジンが供給されるようになっても、最初の2年間は結果らしい結果が出なかったが、1997年の開幕戦オーストラリアグランプリで、マクラーレン・メルセデスとしての最初の優勝を達成した。この年はエンジン出力は圧倒的な優位を築いたと評価された一方で、上位を走っている時にエンジンブローでレースを失うことも複数回あり、翌年以降に課題を残した。
マクラーレンは1997年を転機として優勝争いに復帰し、1998年にはコンストラクターズタイトルを獲得した。1998年と1999年はマクラーレン・メルセデスのドライバーであるミカ・ハッキネンがドライバーズタイトルを連覇した。
エンジントラブルの多かった1997年にイルモアは「1基もエンジンを壊すことなく、F1世界選手権の両タイトルを獲得する」ことをスローガンに掲げ、1999年はコンストラクターズタイトルこそ逃したものの、ハッキネンとデビッド・クルサードの両車両ともエンジンを1基も壊すことなくシーズンを終えることに成功した。
2000年代に入るとフェラーリとミハエル・シューマッハの黄金時代、次いでルノーのフェルナンド・アロンソの台頭があり、マクラーレン・メルセデスはタイトル争いに加わる年も多かったもののタイトルには手が届かない年が続いた。
- エンジン供給先のチーム（年は供給した年）

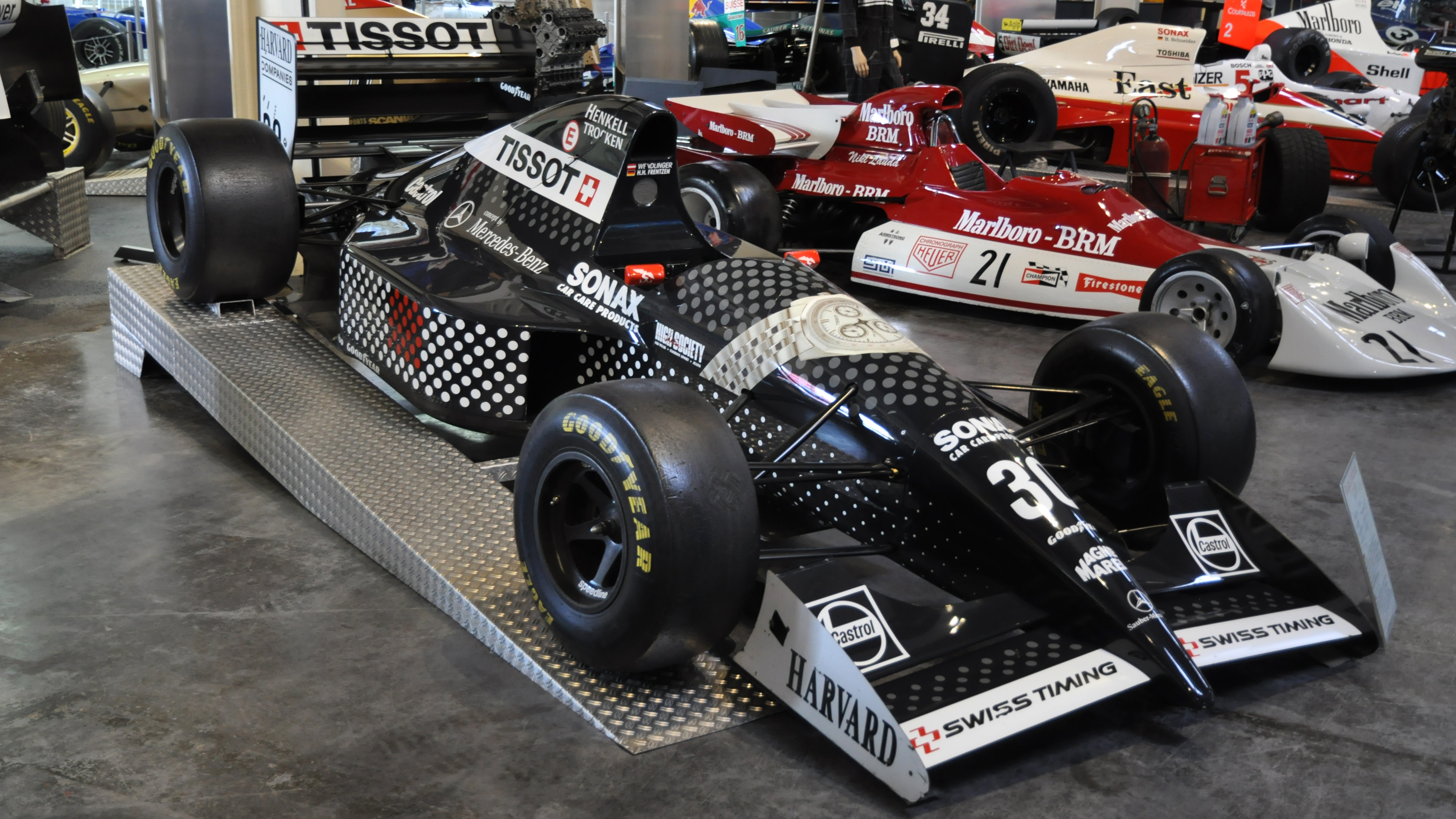
ザウバー (1994年)
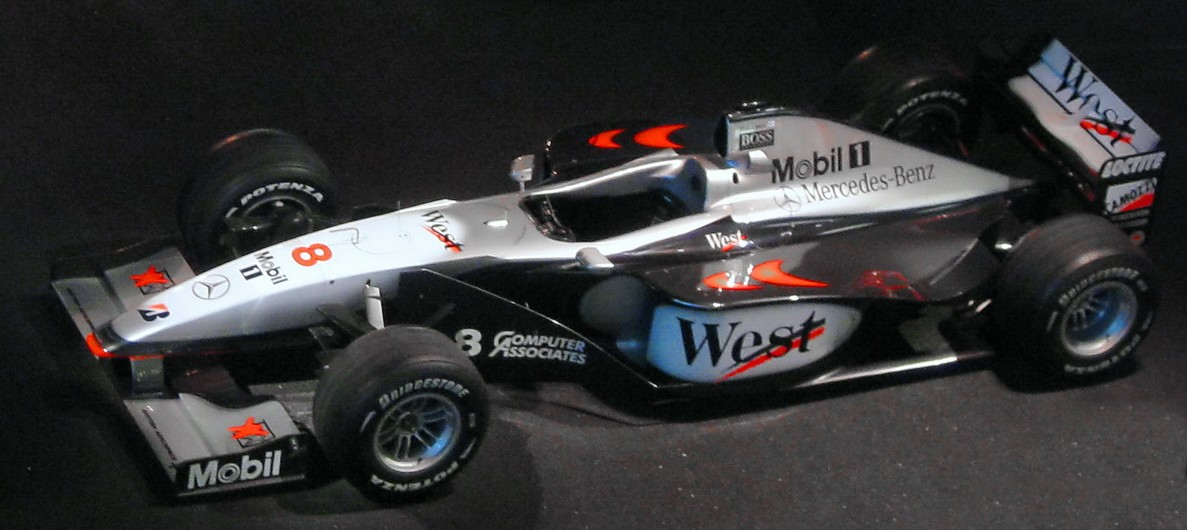
マクラーレン (1995年 - 2005年)

- 搭載チームの主な成績
  - 優勝回数：44勝（マクラーレン44勝）
  - コンストラクターズチャンピオン：1回 - マクラーレン（1998年）
  - ドライバーズワールドチャンピオン：2回 -  ミカ・ハッキネン（1998年、1999年）

| 年           | 勝利数 | 供給チーム   | 優勝したドライバー                                         |
| ------------ | ------ | ------------ | ---------------------------------------------------------- |
| 1994         | 0      | ザウバー     |                                                            |
| 1995         | 0      | マクラーレン |                                                            |
| 1996         | 0      | マクラーレン |                                                            |
| 1997         | 3      | マクラーレン | デビッド・クルサード（2勝）、ミカ・ハッキネン（1勝）       |
| 1998         | 9      | マクラーレン | ミカ・ハッキネン（8勝）、デビッド・クルサード（1勝）       |
| 1999         | 7      | マクラーレン | ミカ・ハッキネン（5勝）、デビッド・クルサード（2勝）       |
| 2000         | 7      | マクラーレン | ミカ・ハッキネン（4勝）、デビッド・クルサード（3勝）       |
| 2001         | 4      | マクラーレン | ミカ・ハッキネン（2勝）、デビッド・クルサード（2勝）       |
| 2002         | 1      | マクラーレン | デビッド・クルサード（1勝）                                |
| 2003         | 2      | マクラーレン | デビッド・クルサード（1勝）、キミ・ライコネン（1勝）       |
| 2004         | 1      | マクラーレン | キミ・ライコネン（1勝）                                    |
| 2005         | 10     | マクラーレン | キミ・ライコネン（7勝）、ファン・パブロ・モントーヤ（3勝） |
| 出典: [W 13] |        |              |                                                            |
- チームの太字はコンストラクターズチャンピオン、ドライバーの太字はドライバーズチャンピオン。

#### V8エンジン時代 (2006年 - 2013年)
1990年代後半から2000年代前半にかけ、ダイムラークライスラーはイルモアへの資本参加の割合を徐々に高め、2005年には同社のF1部門だけを残して完全子会社化し、社名を「メルセデス・ベンツ・ハイパフォーマンス・エンジンズ」（HPE）に改めた。
2006年にF1ではエンジン形式をV型8気筒エンジンに限るという技術規則の改正があり、HPEはその開発と供給を引き続き手掛けた。翌2007年にルイス・ハミルトンがマクラーレン・メルセデスからデビューし、ハミルトンは2年目のシーズンとなる2008年に自身初となるドライバーズタイトルを獲得した。
2009年から、回生ブレーキによってエネルギーを回収する運動エネルギー回生システム（KERS）の搭載が許可された。HPEはザイテックのモジュールを利用することで同年から導入し、マクラーレンに供給したエンジンにKERSを搭載したが、システムの熟成に時間を要し、マクラーレン・メルセデスは苦戦を強いられることになる。この年からはマクラーレン以外のチームへのエンジン供給も開始し、フォース・インディアと、この年に設立された新チームのブラウンGPの2チームにエンジンを供給した。ブラウンGPはKERSを搭載しないことを選択し、同チームのBGP001は高い戦闘力を発揮してシーズン前半戦に優勝を重ね、ブラウン・メルセデスは参戦初年度でダブルタイトルを獲得するという、F1史上初となる快挙を達成した。
当初は苦戦していたマクラーレンでもシーズンが進むにつれてHPE製のKERSは強力な武器となっていき、7月末のハンガリーグランプリでマクラーレン・MP4-24（ドライバーはハミルトン）が優勝し、これは回生システム搭載車としてはF1史上初の勝利となった。
同年末にダイムラーはブラウンGPを買収して自社チームとしてメルセデスチームを創設し、翌2010年シーズンからフルワークスチームによる参戦を開始した。それに伴い、HPEは2011年にメルセデスAMG・ハイパフォーマンス・パワートレインズ（HPP）に改称された。
2010年にマレーシアの国営石油会社であるペトロナスがメルセデスチームのタイトルスポンサーとなり、同社の研究開発部門であるペトロナス・ルブリカンツ・インターナショナル（PLI）はエンジンオイルと燃料を供給することになった。HPPはPLIと共同開発を行い、2011年から同社製のエンジンオイルと燃料の使用を始めた。
- エンジン供給先のチーム（年は供給した年）

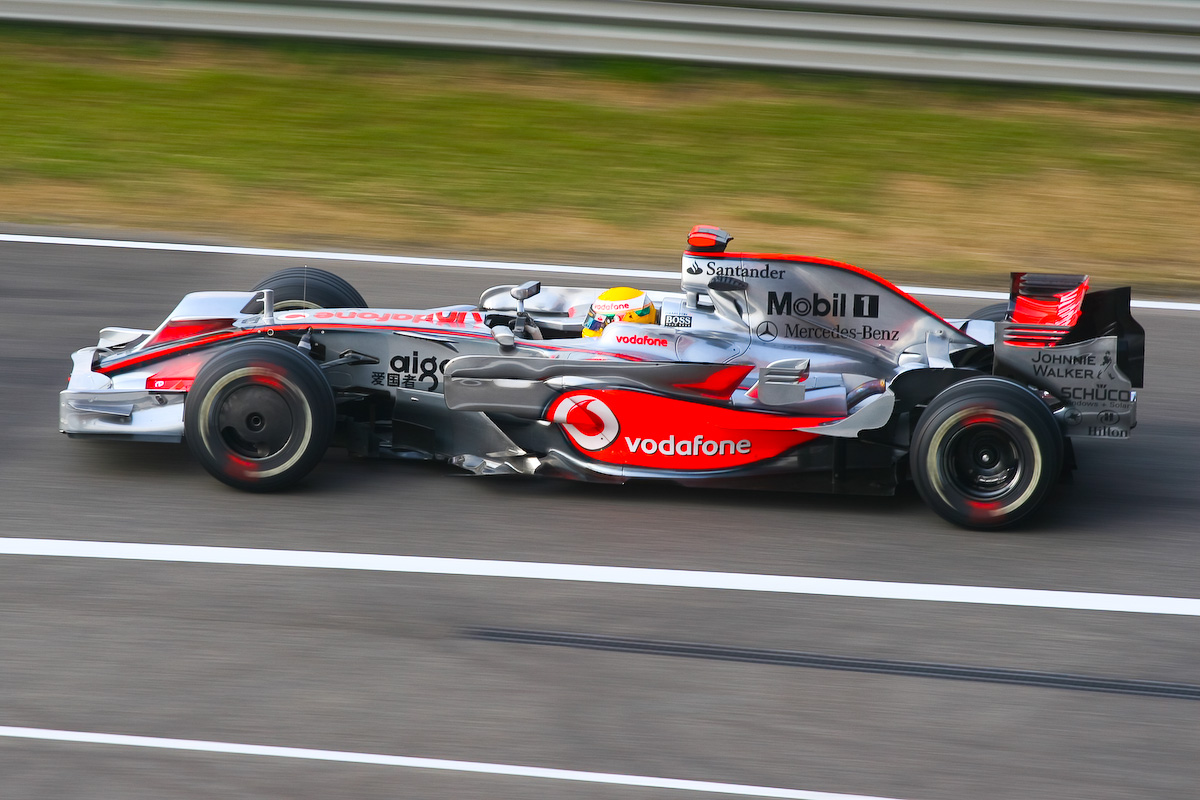
マクラーレン (2006年 - 2013年)
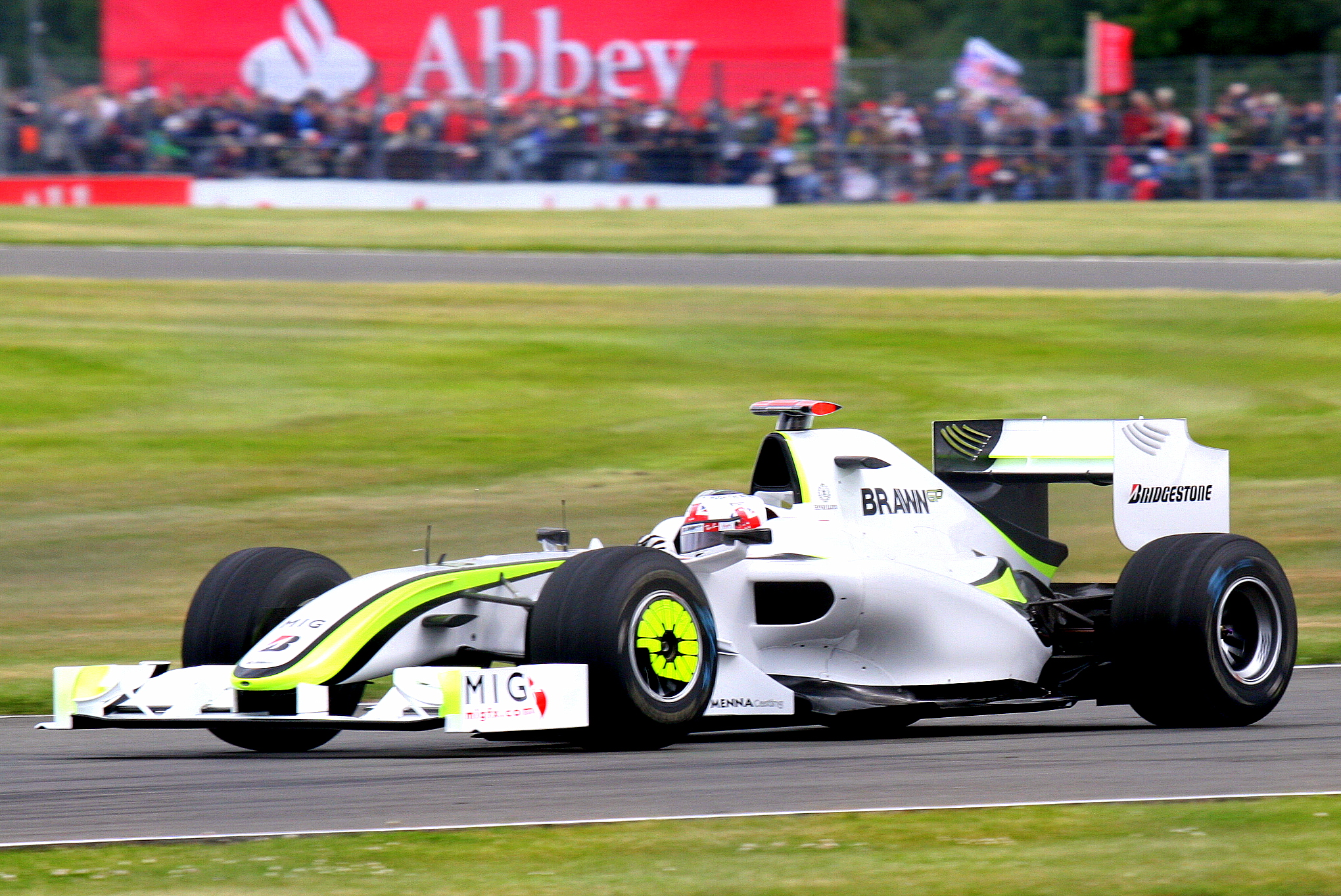
ブラウン (2009年)
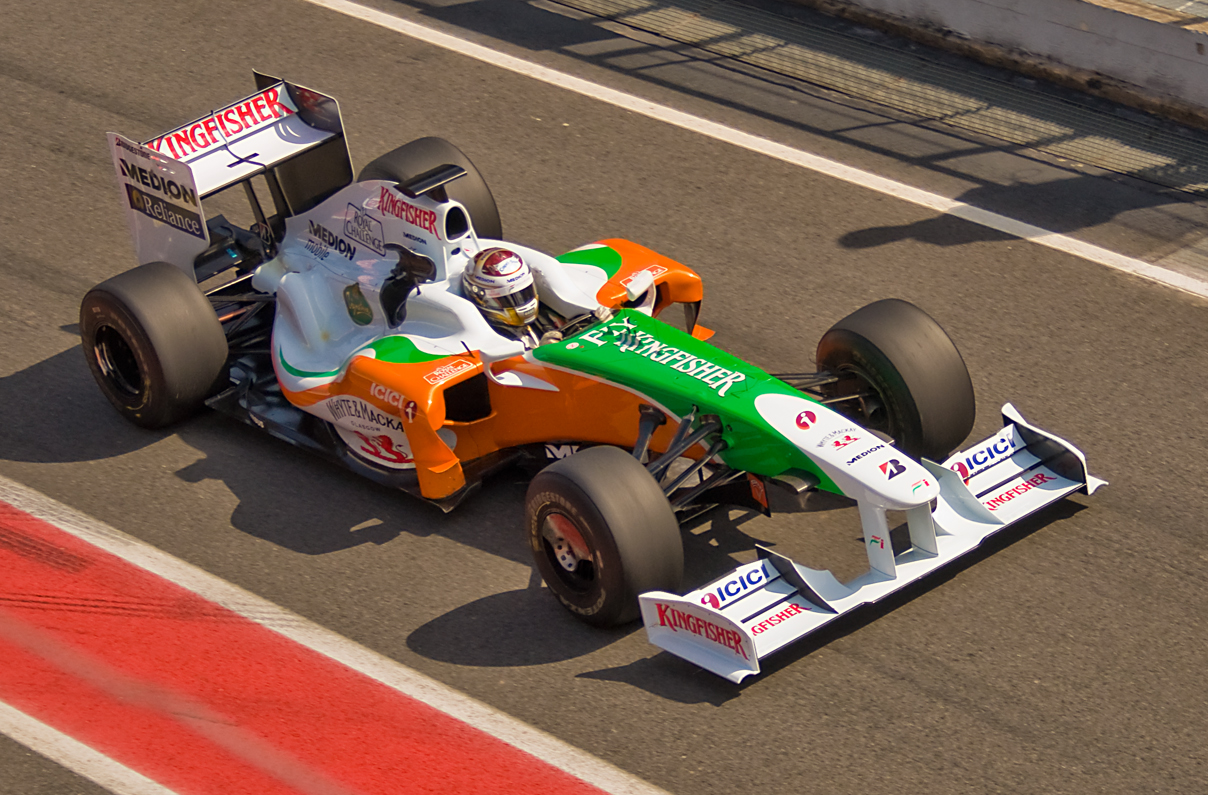
フォース・インディア (2009年 - 2013年)
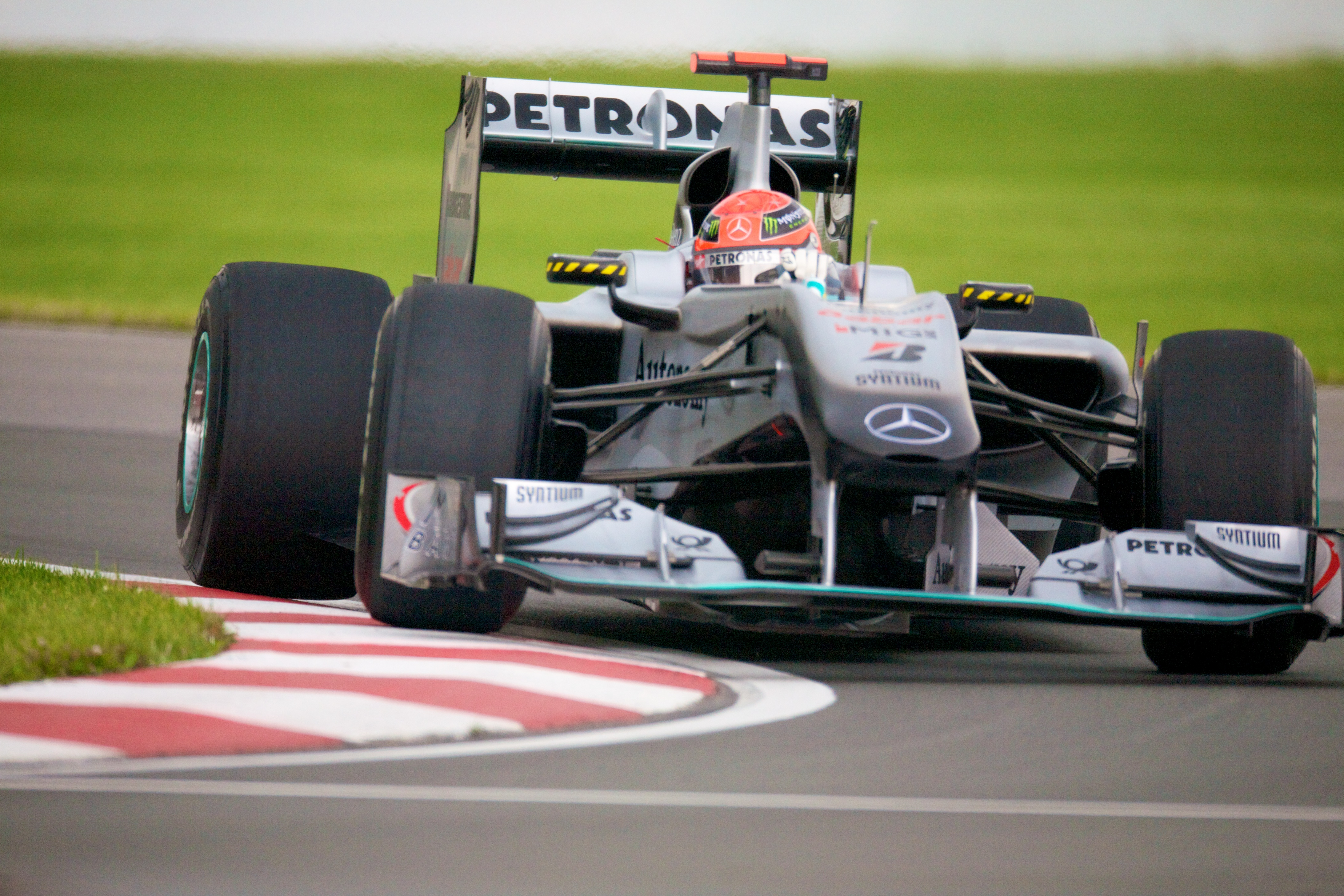
メルセデス (2010年 - 2013年)

- 搭載チームの主な成績
  - 優勝回数：46勝（マクラーレン34勝、ブラウン8勝、メルセデス4勝）
  - コンストラクターズチャンピオン：1回 - ブラウン（2009年）
  - ドライバーズワールドチャンピオン：2回 -  ルイス・ハミルトン（2008年）、ジェンソン・バトン（2009年）

| 年           | 勝利数 | 供給チーム           | 優勝したドライバー                                       |
| ------------ | ------ | -------------------- | -------------------------------------------------------- |
| 2006         | 0      | マクラーレン         |                                                          |
| 2007         | 8      | マクラーレン         | フェルナンド・アロンソ（4勝）、ルイス・ハミルトン（4勝） |
| 2008         | 6      | マクラーレン         | ルイス・ハミルトン（5勝）、ヘイキ・コバライネン（1勝）   |
| 2009         | 10     | ブラウン             | ジェンソン・バトン（6勝）、ルーベンス・バリチェロ（2勝） |
| 2009         | 10     | マクラーレン         | ルイス・ハミルトン（2勝）                                |
| 2009         | 10     | フォース・インディア |                                                          |
| 2010         | 5      | マクラーレン         | ルイス・ハミルトン（3勝）、ジェンソン・バトン（2勝）     |
| 2010         | 5      | メルセデス           |                                                          |
| 2010         | 5      | フォース・インディア |                                                          |
| 2011         | 6      | マクラーレン         | ルイス・ハミルトン（3勝）、ジェンソン・バトン（3勝）     |
| 2011         | 6      | メルセデス           |                                                          |
| 2011         | 6      | フォース・インディア |                                                          |
| 2012         | 8      | マクラーレン         | ルイス・ハミルトン（4勝）、ジェンソン・バトン（3勝）     |
| 2012         | 8      | メルセデス           | ニコ・ロズベルグ（1勝）                                  |
| 2012         | 8      | フォース・インディア |                                                          |
| 2013         | 3      | メルセデス           | ニコ・ロズベルグ（2勝）、ルイス・ハミルトン（1勝）       |
| 2013         | 3      | マクラーレン         |                                                          |
| 2013         | 3      | フォース・インディア |                                                          |
| 出典: [W 13] |        |                      |                                                          |
- チームの太字はコンストラクターズチャンピオン、ドライバーの太字はドライバーズチャンピオン。

#### パワーユニット時代 (2014年 - )
技術規則の改正により、2014年からエンジン形式が従来の自然吸気V8エンジンからターボチャージャー搭載V型6気筒エンジンに改められ、同時に、2009年から行われていた運動エネルギーの回生だけではなく、熱エネルギーの回生システムも搭載可能となった。従来のエンジン（内燃機関、ICE）に加えて、運動エネルギーと熱エネルギーを回収して駆動力に変換する「エネルギー回生システム」（Energy-Recovery System, ERS）の役割が大きくなったことで、この年からF1の原動機は「パワーユニット」（Power Unit, PU）と呼ばれるようになった。
このパワーユニット開発にアンディ・コーウェルを中心としたHPPの技術陣は2011年終盤から取り組み、完成した「PU106A」は2014年時点でライバルであるフェラーリとルノーのPUに対して圧倒的と言ってよいほどの大きなアドバンテージを築き、メルセデスチームは2021年まで8年連続でコンストラクターズタイトルを制覇した。
パワーユニットになったことで特筆されるのは熱効率の向上で、2013年以前のエンジン（ICE）の熱効率は29%以下だったが、HPP製パワーユニットの熱効率は初年度の2014年時点で44%を記録し、2017年には50%超えを達成した。
カスタマーチームへの供給も毎年2チーム以上に安定して供給を続け、2020年サヒールグランプリではHPP製パワーユニットを搭載したレーシング・ポイントのセルジオ・ペレスが優勝を果たし、翌2021年はメルセデスのカスタマーチームに戻ったマクラーレンがイタリアGPを1-2フィニッシュで制した。2024年にはマクラーレンが6勝を挙げ、26年ぶりのコンストラクターズチャンピオンを達成した。
- パワーユニット供給先のチーム（年は供給した年）

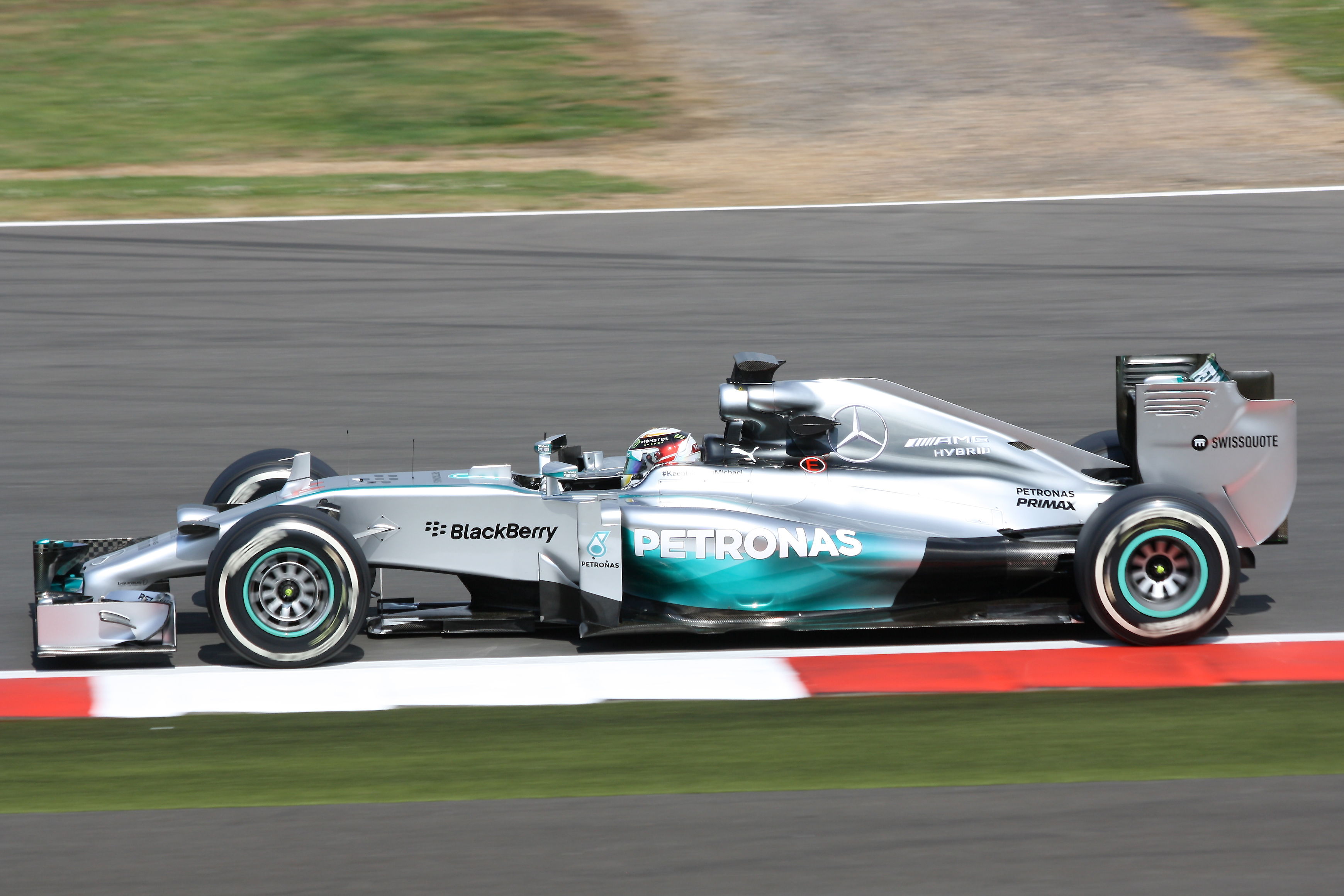
メルセデス (2014年 - )
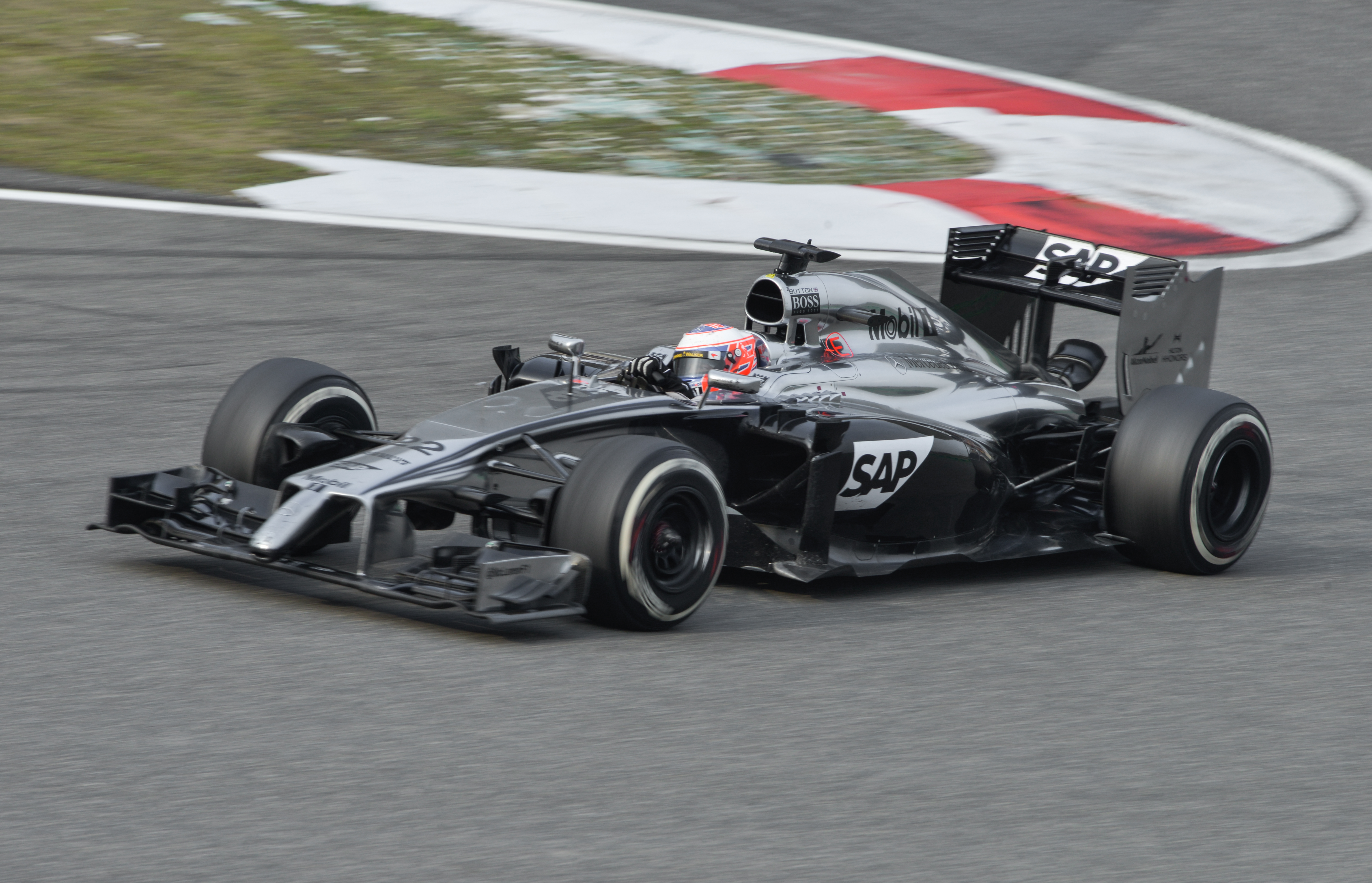
マクラーレン (2014年、2021年 - )
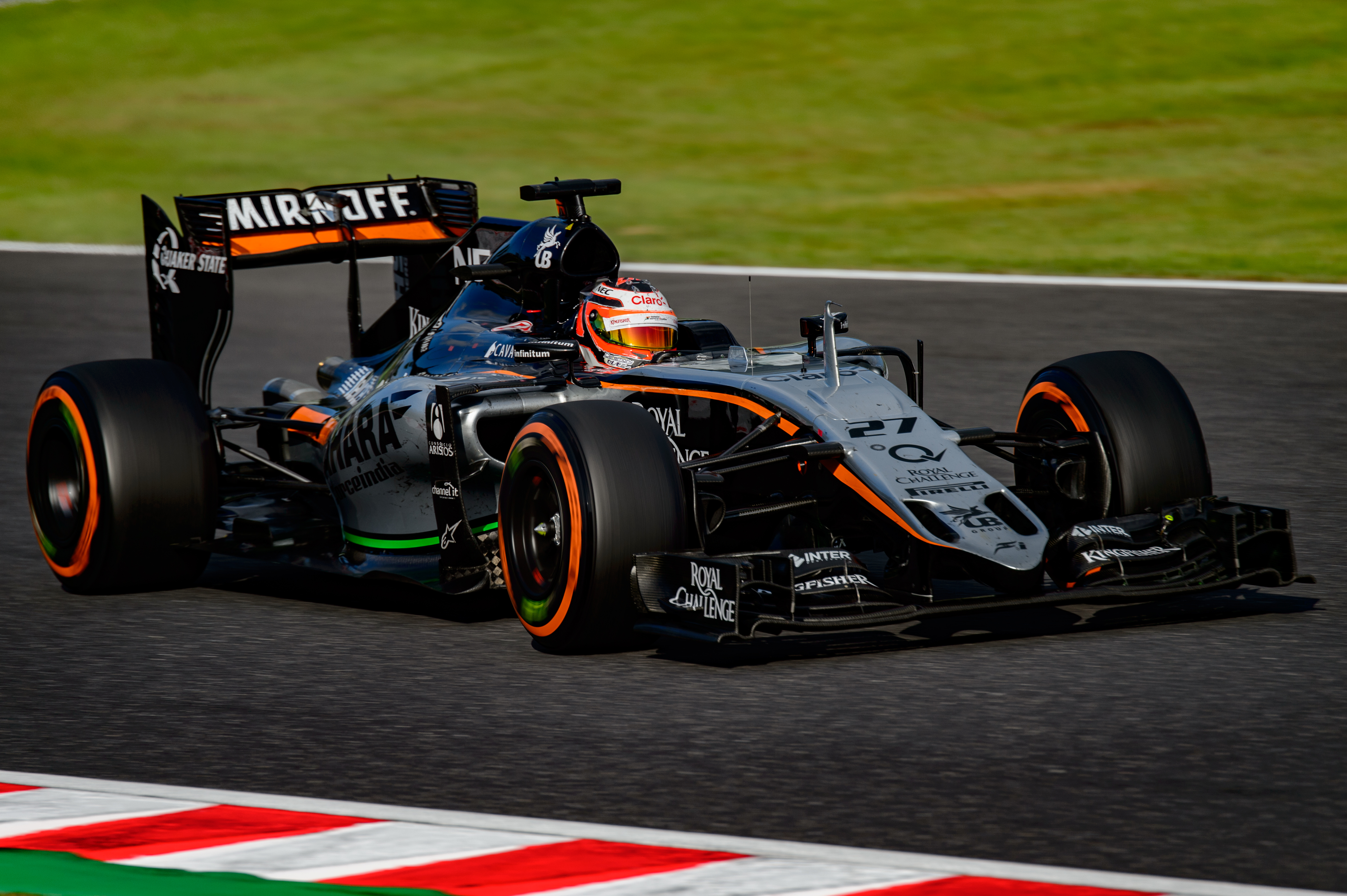
フォース・インディア (2014年 - 2018年)
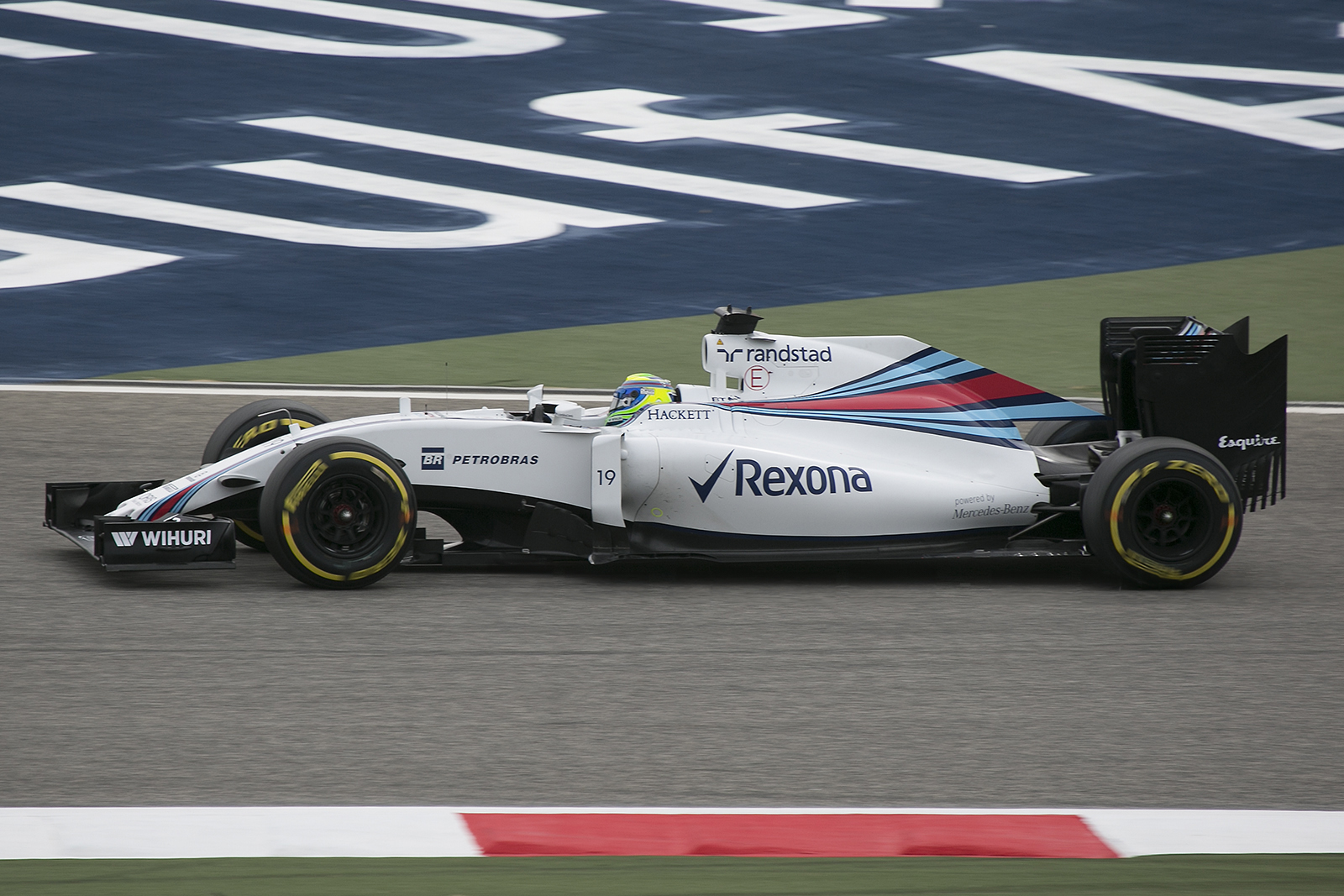
ウィリアムズ (2014年 - )
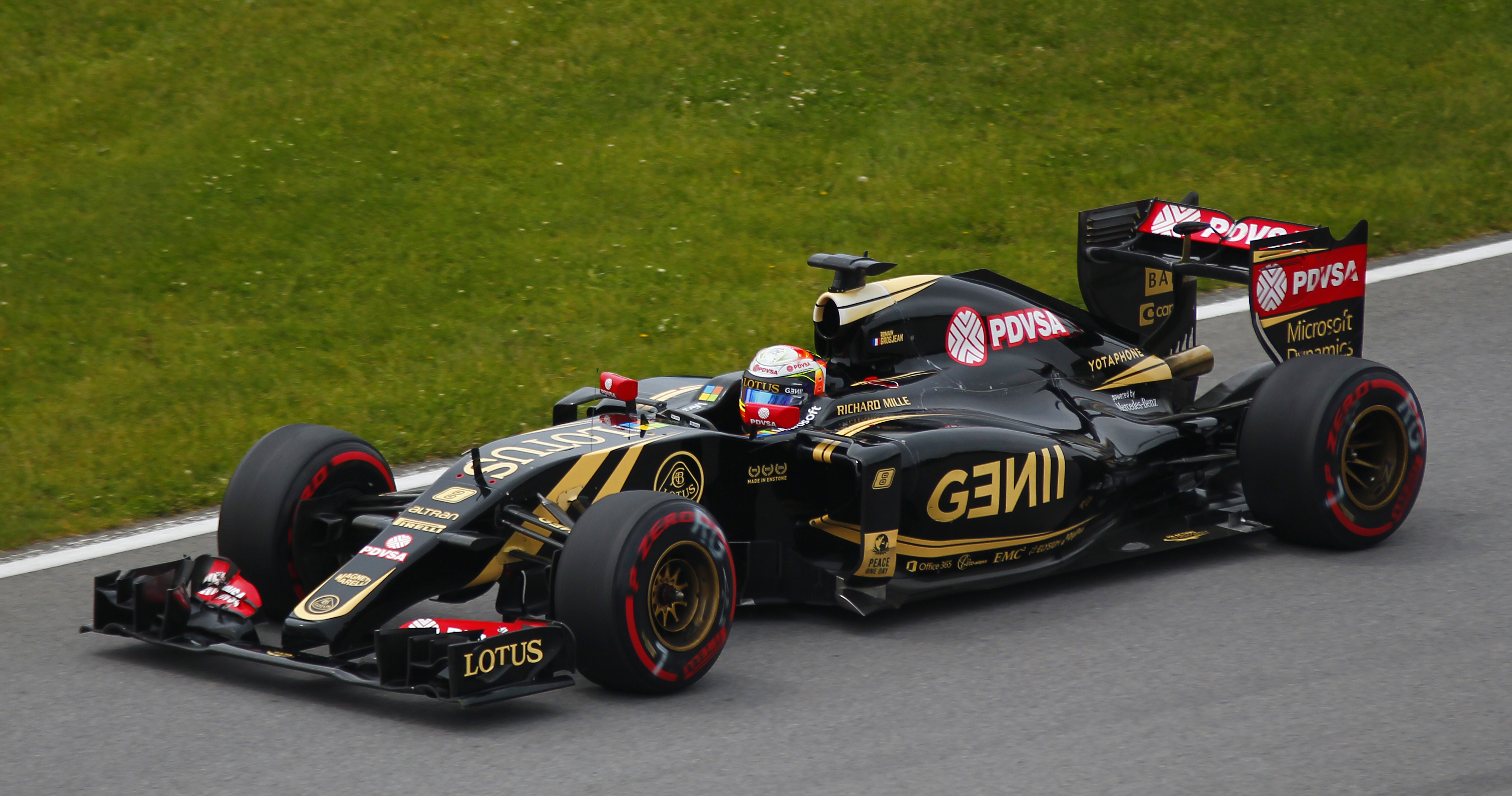
ロータス (2015年)
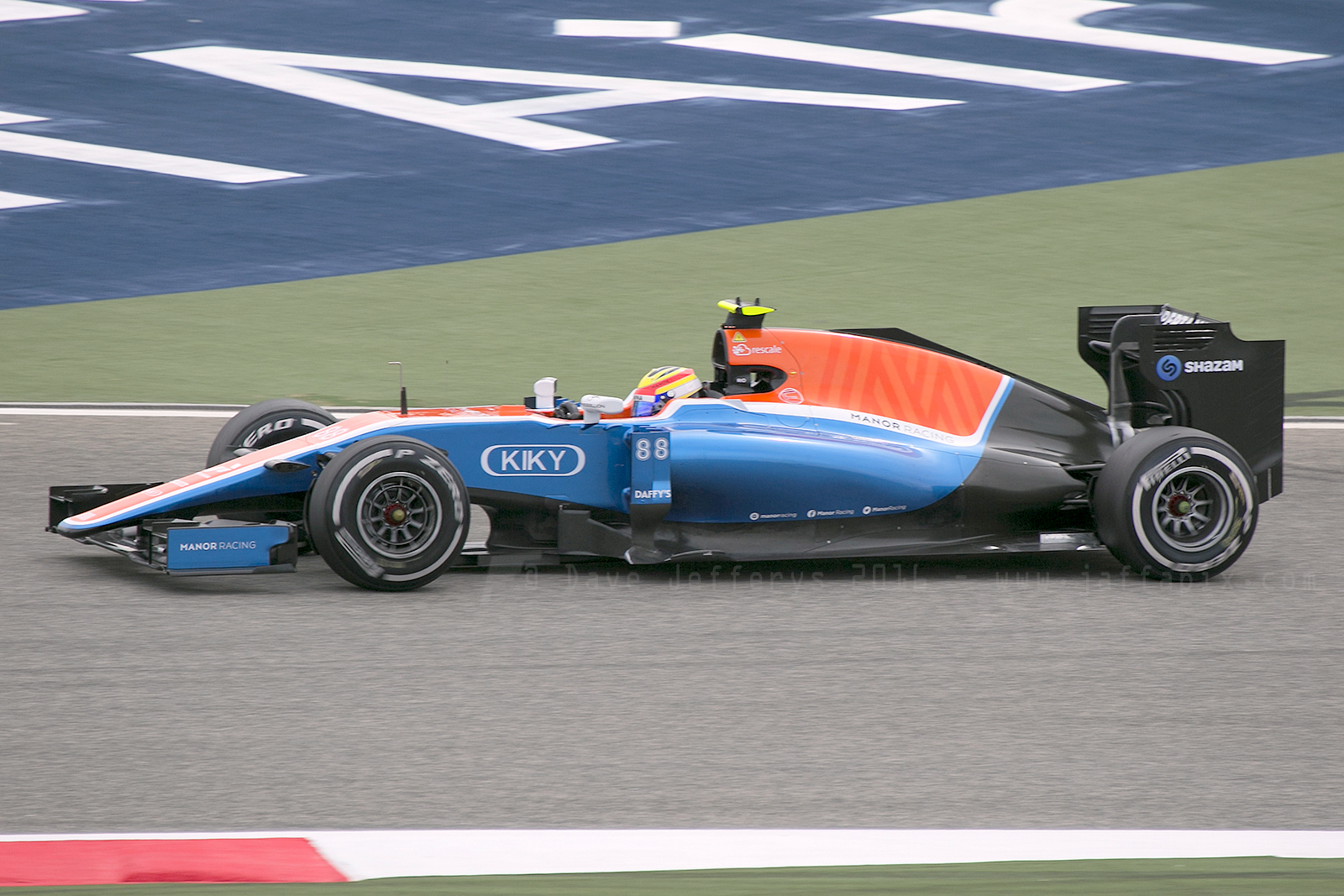
マノー (2016年)
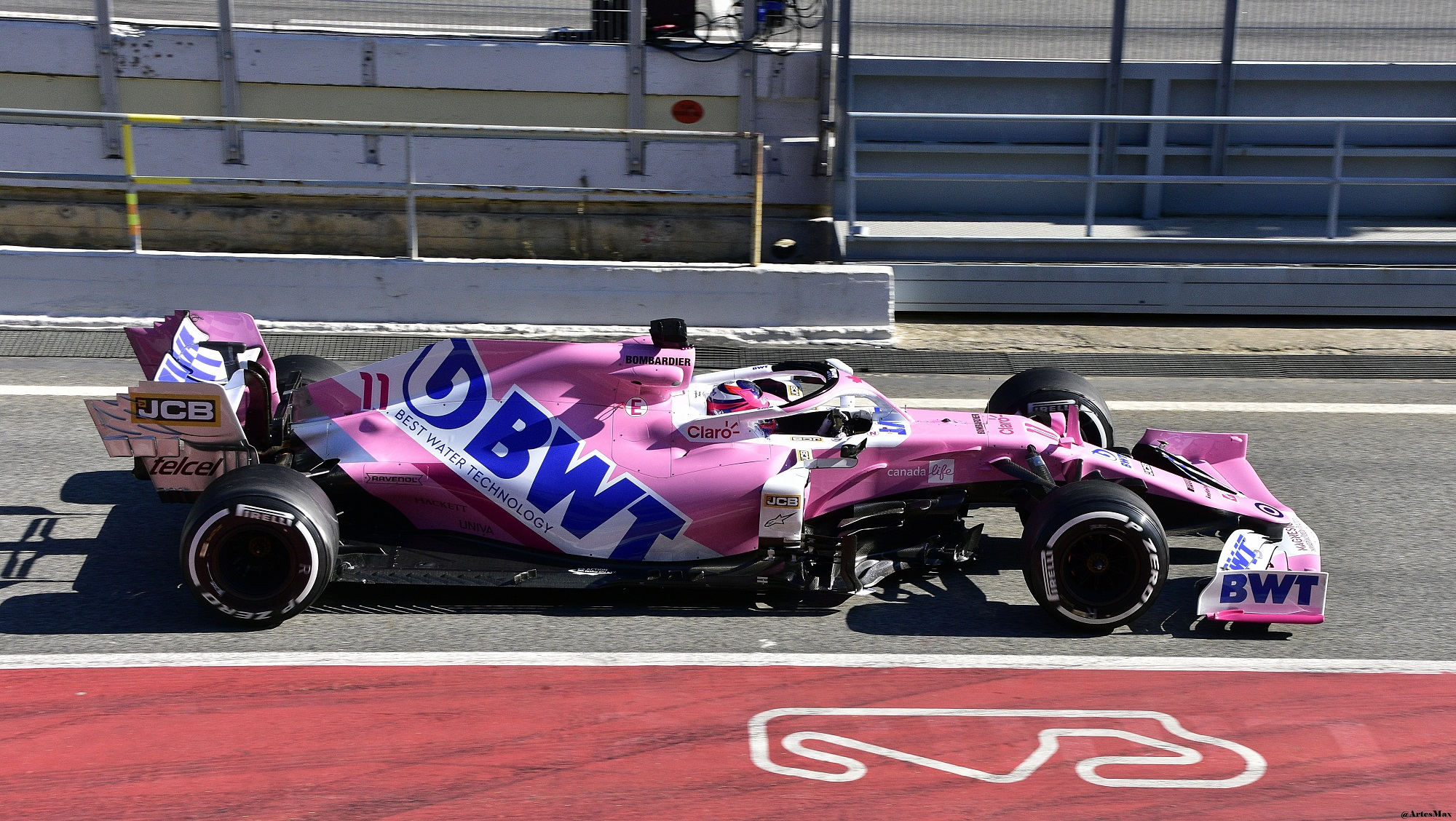
レーシング・ポイント (2018年 - 2020年)
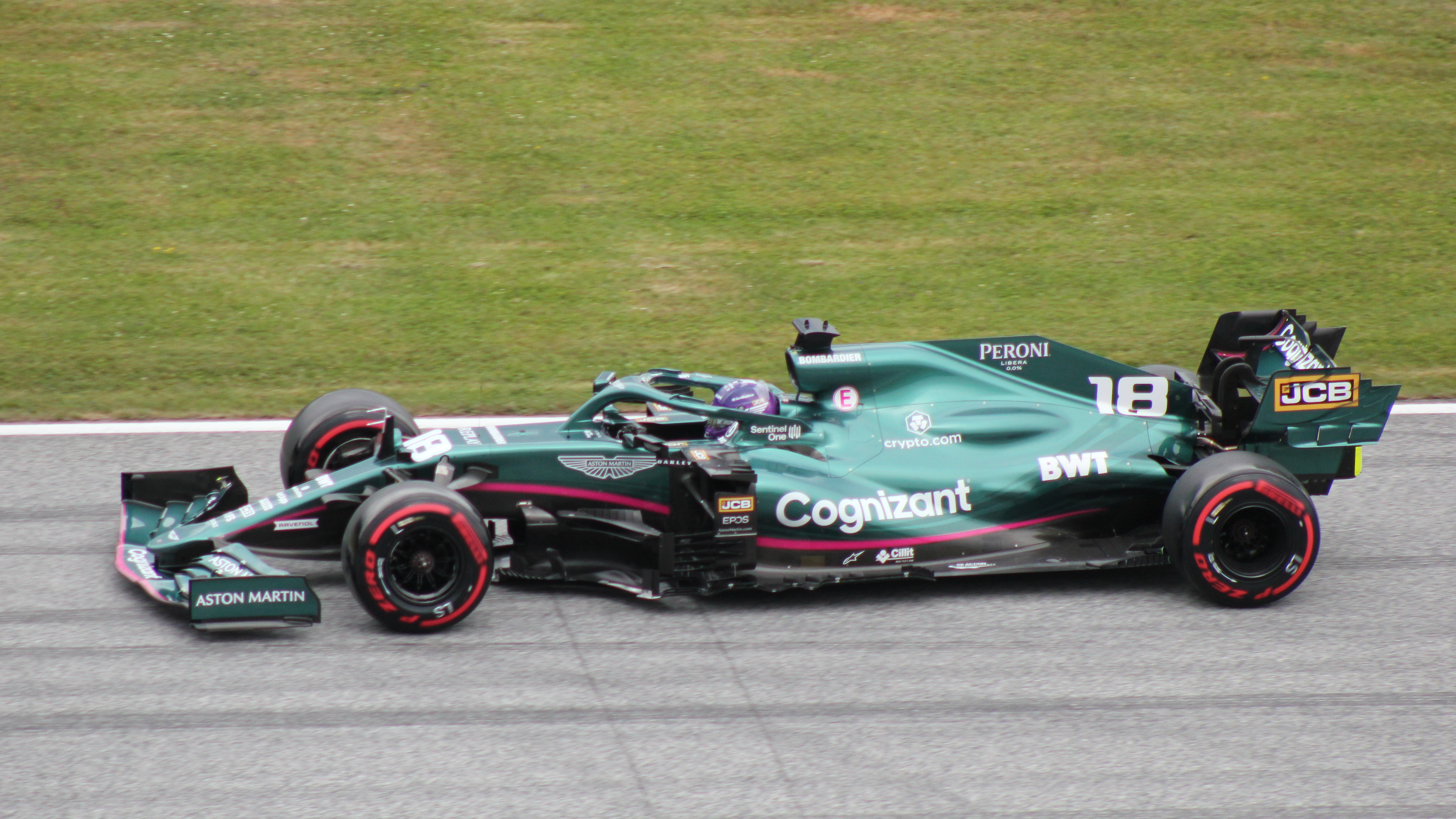
アストンマーティン (2021年 - )

- 搭載チームの主な成績（2024年終了時点、メルセデス名義のみ）
  - 優勝回数：123勝（メルセデス116勝、マクラーレン7勝）
  - コンストラクターズチャンピオン：9回 - メルセデス（2014年 - 2021年）、マクラーレン（2024年）
  - ドライバーズワールドチャンピオン：7回 -  ルイス・ハミルトン（2014年 - 2015年、2017年 - 2020年）、ニコ・ロズベルグ（2016年）

| 年           | 勝利数 | 供給チーム                    | 優勝したドライバー                                    |
| ------------ | ------ | ----------------------------- | ----------------------------------------------------- |
| 2014         | 16     | メルセデス                    | ルイス・ハミルトン（11勝）、ニコ・ロズベルグ（5勝）   |
| 2014         | 16     | ウィリアムズ                  |                                                       |
| 2014         | 16     | マクラーレン                  |                                                       |
| 2014         | 16     | フォース・インディア          |                                                       |
| 2015         | 16     | メルセデス                    | ルイス・ハミルトン（10勝）、ニコ・ロズベルグ（6勝）   |
| 2015         | 16     | ウィリアムズ                  |                                                       |
| 2015         | 16     | フォース・インディア          |                                                       |
| 2015         | 16     | ロータス                      |                                                       |
| 2016         | 19     | メルセデス                    | ルイス・ハミルトン（10勝）、ニコ・ロズベルグ（9勝）   |
| 2016         | 19     | フォース・インディア          |                                                       |
| 2016         | 19     | ウィリアムズ                  |                                                       |
| 2016         | 19     | マノー                        |                                                       |
| 2017         | 12     | メルセデス                    | ルイス・ハミルトン（9勝）、バルテリ・ボッタス（3勝）  |
| 2017         | 12     | フォース・インディア          |                                                       |
| 2017         | 12     | ウィリアムズ                  |                                                       |
| 2018         | 11     | メルセデス                    | ルイス・ハミルトン（11勝）                            |
| 2018         | 11     | フォース・インディア[注釈 15] |                                                       |
| 2018         | 11     | ウィリアムズ                  |                                                       |
| 2019         | 15     | メルセデス                    | ルイス・ハミルトン（11勝）、バルテリ・ボッタス（4勝） |
| 2019         | 15     | ウィリアムズ                  |                                                       |
| 2020         | 13     | メルセデス                    | ルイス・ハミルトン（11勝）、バルテリ・ボッタス（2勝） |
| 2020         | 13     | ウィリアムズ                  |                                                       |
| 2021         | 10     | メルセデス                    | ルイス・ハミルトン（8勝）、バルテリ・ボッタス（1勝）  |
| 2021         | 10     | マクラーレン                  | ダニエル・リカルド（1勝）                             |
| 2021         | 10     | アストンマーティン            |                                                       |
| 2021         | 10     | ウィリアムズ                  |                                                       |
| 2022         | 1      | メルセデス                    | ジョージ・ラッセル（1勝）                             |
| 2022         | 1      | マクラーレン                  |                                                       |
| 2022         | 1      | アストンマーティン            |                                                       |
| 2022         | 1      | ウィリアムズ                  |                                                       |
| 2023         | 0      | メルセデス                    |                                                       |
| 2023         | 0      | マクラーレン                  |                                                       |
| 2023         | 0      | アストンマーティン            |                                                       |
| 2023         | 0      | ウィリアムズ                  |                                                       |
| 2024         | 10     | マクラーレン                  | ランド・ノリス（4勝）、オスカー・ピアストリ（2勝）    |
| 2024         | 10     | メルセデス                    | ジョージ・ラッセル（2勝）、ルイス・ハミルトン（2勝）  |
| 2024         | 10     | アストンマーティン            |                                                       |
| 2024         | 10     | ウィリアムズ                  |                                                       |
| 出典: [W 13] |        |                               |                                                       |
- チームの太字はコンストラクターズチャンピオン、ドライバーの太字はドライバーズチャンピオン。

- 他社名義のチームについて
  - 2019年-2020年に活動したレーシング・ポイントは「BWTメルセデス」のバッジネームを使用し、前述の通りペレスが1勝を挙げている。

| 年           | 勝利数 | 供給チーム           | バッジネーム  | 優勝したドライバー      |
| ------------ | ------ | -------------------- | ------------- | ----------------------- |
| 2019         | 0      | レーシング・ポイント | BWTメルセデス |                         |
| 2020         | 1      | レーシング・ポイント | BWTメルセデス | セルジオ・ペレス（1勝） |
| 出典: [W 20] |        |                      |               |                         |

### エンジン/パワーユニットの諸元
自然吸気エンジンの名称に使われていた「FO110」、「FO108」という型番は、下記の意味を持つ。
- FO - 「Formula One」
- 1 - イルモア社内のメルセデス・ベンツの顧客番号
- 下二桁 - エンジンの気筒数

| 年                                     | 名称                              | 形式                                           | 最大出力 @回転/分 ハイブリッドエンジンはモーターの出力を含む |
| V10エンジン時代                        | V10エンジン時代                   | V10エンジン時代                                | V10エンジン時代                                              |
| -------------------------------------- | --------------------------------- | ---------------------------------------------- | ------------------------------------------------------------ |
| 1994年                                 | メルセデス・ベンツ・2175B         | 3,496㏄ V10 自然吸気                           | 563 kW (755 hp) @ 14,000回転/分                              |
| 1995年                                 | メルセデス・ベンツ・FO110         | 2,997㏄ V10 自然吸気 （バンク角75°）           | 510 kW (690 hp) @ 15,600回転/分                              |
| 1996年                                 | メルセデス・ベンツ・FO110/3       | 2,997㏄ V10 自然吸気 （バンク角75°）           | 540 kW (720 hp) @ 15,700回転/分                              |
| 1997年                                 | メルセデス・ベンツ・FO110E        | 2,997㏄ V10 自然吸気 （バンク角75°）           | 553 kW (741 hp) @ 15,750回転/分                              |
| 1997年                                 | メルセデス・ベンツ・FO110F        | 2,998 cc V10 自然吸気 （バンク角72°）          | 570 kW (770 hp) @ 16,500回転/分                              |
| 1998年                                 | メルセデス・ベンツ・FO110G        | 2,998 cc V10 自然吸気 （バンク角72°）          | 600 kW (800 hp) @ 16,100回転/分                              |
| 1999年                                 | メルセデス・ベンツ・FO110H        | 2,998 cc V10 自然吸気 （バンク角72°）          | 600 kW (810 hp) @ 16,200回転/分                              |
| 2000年                                 | メルセデス・ベンツ・FO110J        | 2,998 cc V10 自然吸気 （バンク角72°）          | 608 kW (815 hp) @ 17,800回転/分                              |
| 2001年                                 | メルセデス・ベンツ・FO110K        | 2,998 cc V10 自然吸気 （バンク角72°）          | 620 kW (830 hp) @ 17,800回転/分                              |
| 2002年                                 | メルセデス・ベンツ・FO110M        | 2,998 cc V10 自然吸気 （バンク角90°）          | 630 kW (845 hp) @ 18,300回転/分                              |
| 2003年                                 | メルセデス・ベンツ・FO110P        | 2,998 cc V10 自然吸気 （バンク角90°）          | 630 kW (850 hp) @ 18,500回転/分                              |
| 2004年                                 | メルセデス・ベンツ・FO110Q        | 2,998 cc V10 自然吸気 （バンク角90°）          | 650 kW (870 hp) @ 18,500回転/分                              |
| 2005年                                 | メルセデス・ベンツ・FO110R        | 2,998 cc V10 自然吸気 （バンク角90°）          | 690 kW (930 hp) @ 19,000回転/分                              |
| V8エンジン時代                         |                                   |                                                |                                                              |
| 2006年                                 | メルセデス・ベンツ・FO108S        | 2,398 cc V8 自然吸気 （バンク角90°）           | 560 kW (750 hp) @ 19,000回転/分                              |
| 2007年                                 | メルセデス・ベンツ・FO108T        | 2,398 cc V8 自然吸気 （バンク角90°）           | 600 kW (810 hp) @ 19,000回転/分                              |
| 2008年                                 | メルセデス・ベンツ・FO108V        | 2,398 cc V8 自然吸気 （バンク角90°）           |                                                              |
| 2009年                                 | メルセデス・ベンツ・FO108W        | 2,398 cc V8 自然吸気 （バンク角90°）           |                                                              |
| 2010年                                 | メルセデス・ベンツ・FO108X        | 2,398 cc V8 自然吸気 （バンク角90°）           |                                                              |
| 2011年                                 | メルセデス・ベンツ・FO108Y        | 2,398 cc V8 自然吸気 （バンク角90°）           |                                                              |
| 2012年                                 | メルセデス・ベンツ・FO108Z        | 2,398 cc V8 自然吸気 （バンク角90°）           |                                                              |
| 2013年                                 | メルセデス・ベンツ・FO108F        | 2,398 cc V8 自然吸気 （バンク角90°）           |                                                              |
| パワーユニット時代 (ICE、MGU-K、MGU-H) |                                   |                                                |                                                              |
| 2014年                                 | メルセデス・ベンツ・PU106A        | 1,600 cc V6 ターボハイブリッド （バンク角90°） |                                                              |
| 2015年                                 | メルセデス・ベンツ・PU106B        | 1,600 cc V6 ターボハイブリッド （バンク角90°） |                                                              |
| 2016年                                 | メルセデス・ベンツ・PU106C        | 1,600 cc V6 ターボハイブリッド （バンク角90°） | 670 kW (900 hp)以上                                          |
| 2017年                                 | メルセデスAMG・M08 EQ Power+      | 1,600 cc V6 ターボハイブリッド （バンク角90°） |                                                              |
| 2018年                                 | メルセデスAMG・M09 EQ Power+      | 1,600 cc V6 ターボハイブリッド （バンク角90°） |                                                              |
| 2019年                                 | メルセデスAMG・M10 EQ Power+      | 1,600 cc V6 ターボハイブリッド （バンク角90°） | 750 kW (1,000 hp)以上                                        |
| 2020年                                 | メルセデスAMG・M11 EQ Performance | 1,600 cc V6 ターボハイブリッド （バンク角90°） |                                                              |
| 2021年                                 | メルセデスAMG・M12 E Performance  | 1,600 cc V6 ターボハイブリッド （バンク角90°） |                                                              |
| 2022年                                 | メルセデスAMG・M13 E Performance  | 1,600 cc V6 ターボハイブリッド （バンク角90°） |                                                              |
| 2023年                                 | メルセデスAMG・M14 E Performance  | 1,600 cc V6 ターボハイブリッド （バンク角90°） |                                                              |
| 2024年                                 | メルセデスAMG・M15 E Performance  | 1,600 cc V6 ターボハイブリッド （バンク角90°） |                                                              |
| 2025年                                 | メルセデスAMG・M16 E Performance  | 1,600 cc V6 ターボハイブリッド （バンク角90°） |                                                              |

## CARTにおける活動
1993年11月にメルセデス・ベンツ社がイルモアに資本参加したのとほぼ同時に、メルセデス・ベンツ社、イルモア、ペンスキーの三者は1995年以降のインディカーシリーズ（CART）におけるエンジン供給についての契約を締結した。
その頃、イルモアとペンスキーは翌年のインディ500に向けて技術規則の隙を突いたプッシュロッドエンジン（OHVエンジン）の開発を極秘で進めていた。1994年4月、イルモアとペンスキーの要請を受けたメルセデス・ベンツ社は完成したこのエンジンへの資金援助を行うことを決定し、同エンジンには「メルセデス・ベンツ・500I」の名称が与えられた。
1戦だけの参戦とはいえ、メルセデス・ベンツの名は予定より1年早くCARTのレースに登場することになり、ペンスキーのエマーソン・フィッティパルディは同レースを席巻した。フィッティパルディはレース終盤にリタイアしたが、同じくペンスキーで2番手を走っていたアル・アンサーJr.が難なく優勝を手にした。
翌1995年シーズンから予定通りシリーズ戦へのエンジン供給を始め、1997年シーズンにメルセデス・ベンツエンジンはマニュファクチャラーズを獲得した。しかし、当時のIRLとCARTの分裂などにより、メルセデス・ベンツは次第に興味を失い、F1とドイツツーリングカー選手権（新DTM）に集中するため、2000年シーズンの終了後に撤退した。

## フォーミュラEにおける活動
メルセデス・ベンツは電気自動車によるレースであるフォーミュラEに2019年-20年シーズンから2021年-22年シーズンまでの3シーズンにかけて参戦し、HPPはその「パワートレイン」（電動パワーユニットとドライブトレイン）の開発と供給を手がけた。
ワークスチームのメルセデスEQ・フォーミュラEチームは初年度（2019年-20年シーズン）から高い戦闘力を発揮し、参戦2シーズン目となる2020年-21年シーズンと3シーズン目の2021年-22年シーズンにおいて、それぞれダブルタイトルを獲得した。
2シーズン目と3シーズン目はカスタマーチームのヴェンチュリー・レーシングも優勝を複数回飾っており、3シーズン目はメルセデスEQに次ぐランキング2位でシーズンを終えている。
- パワートレイン供給先のチーム（年は供給した年）

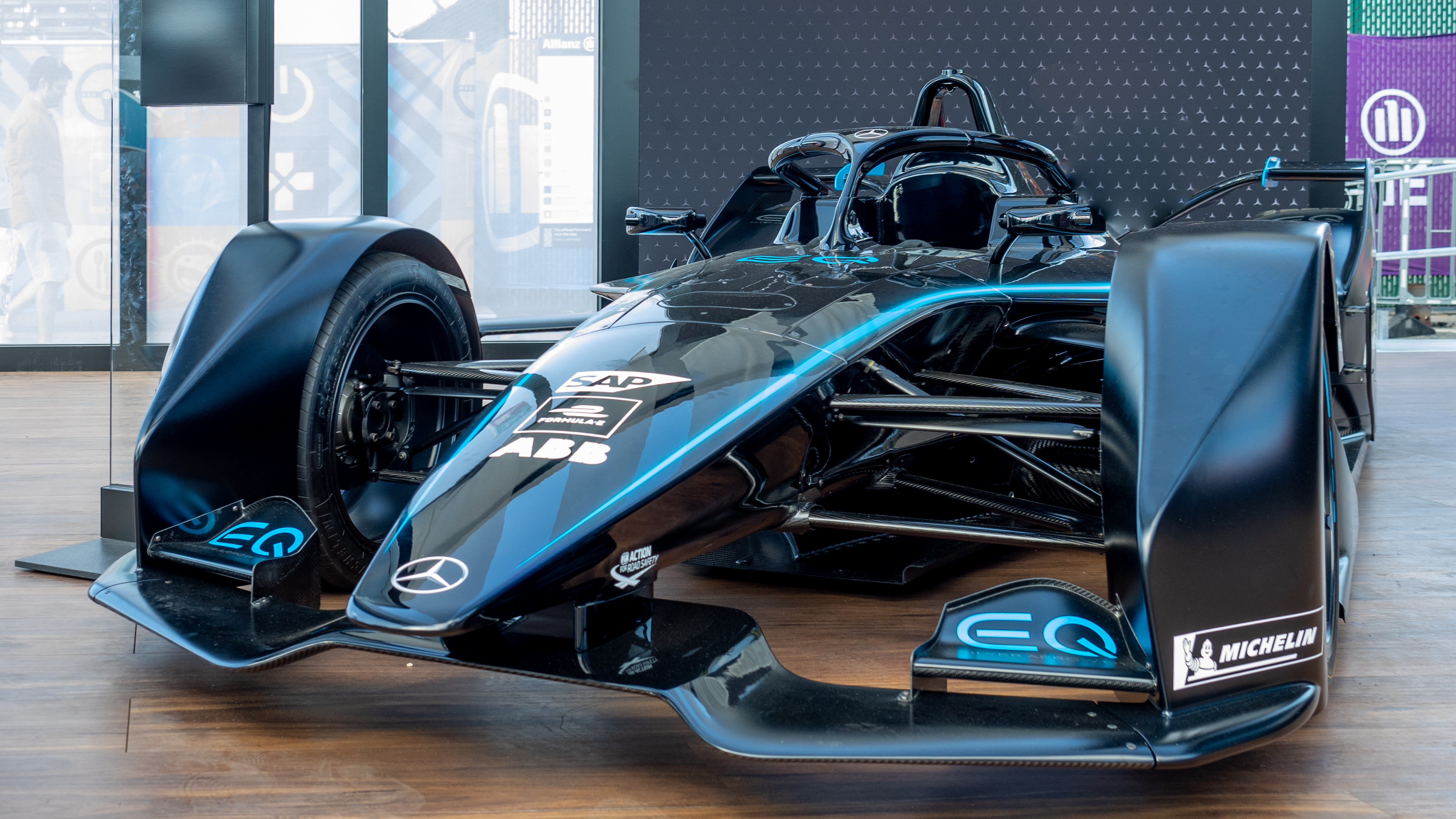
メルセデスEQ (2019-20年 - 2021-22年)
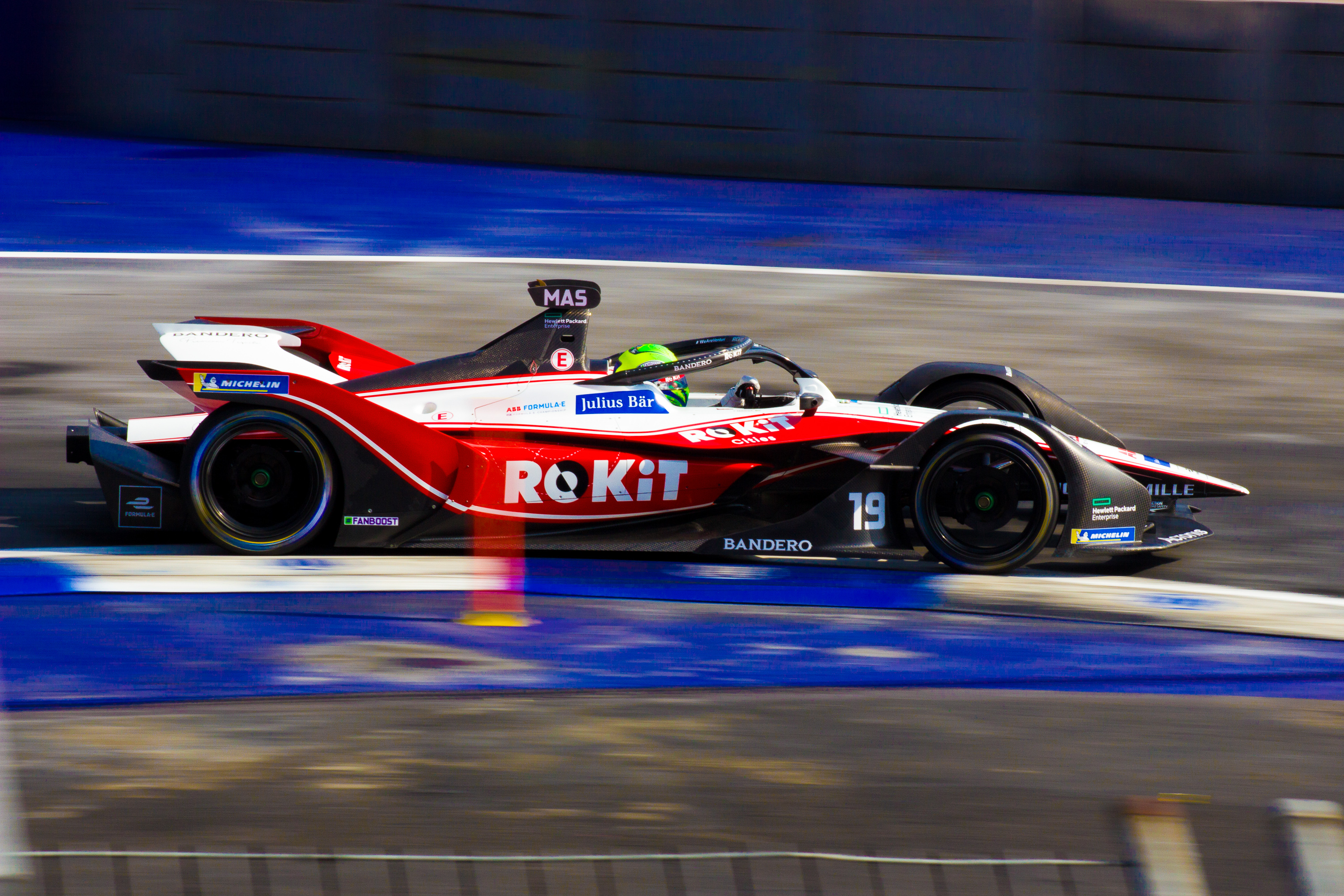
ヴェンチュリー (2019-20年 - 2021-22年)

## その他の活動

### メルセデスAMG・One（2020年）

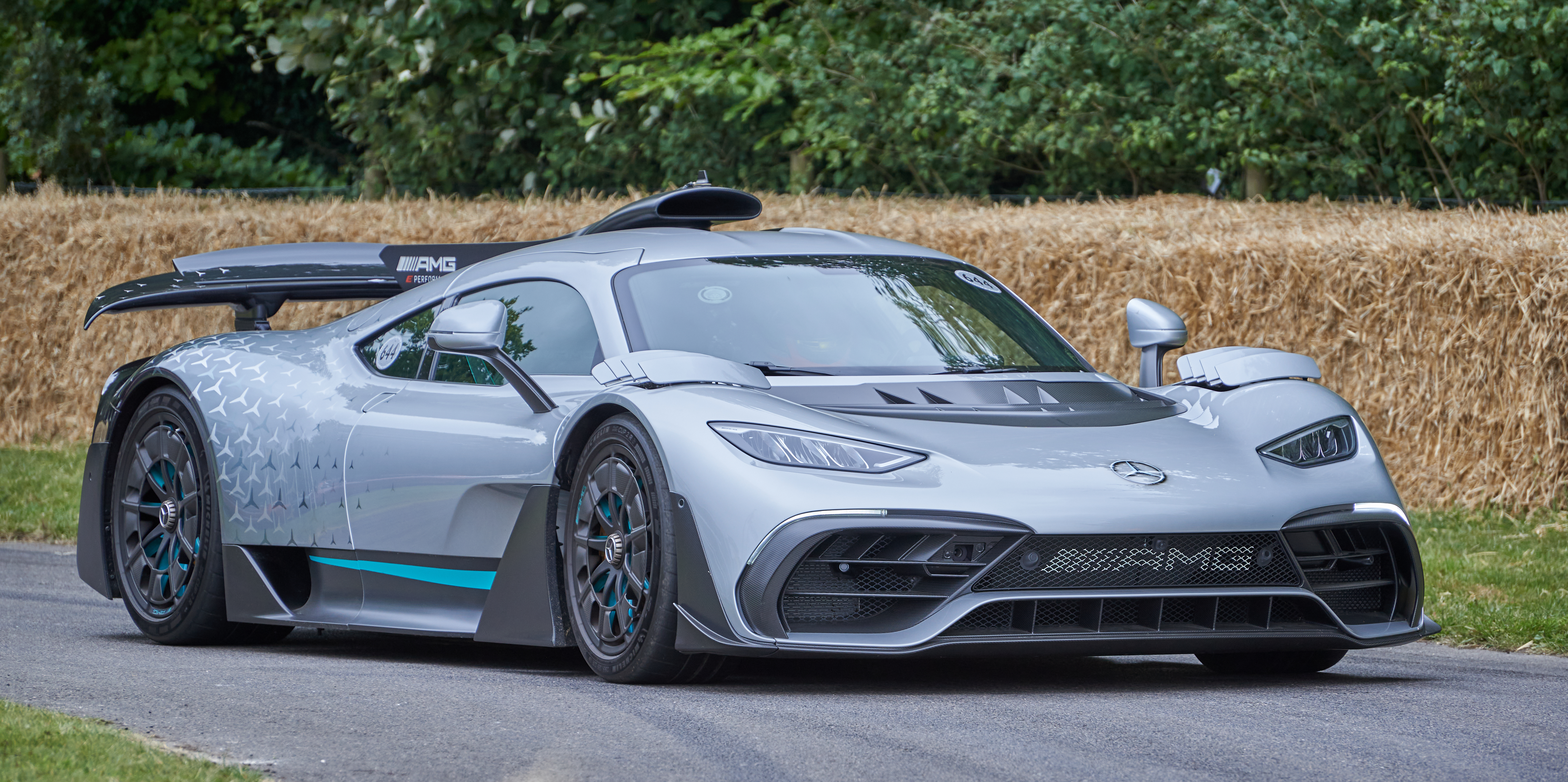
メルセデスAMG・One（2022年）

メルセデスAMGが開発したハイパーカーであるプロジェクトワン（後に「One」に改称）のため、パワーユニットを製造した。パワーユニットの形式はF1のそれと近く、1.6リッターV型6気筒のエンジンにターボチャージャーとプラグインハイブリッドシステムを組み合わせたものを開発した。
エンジン単体で680馬力以上を出力し、これに計4個のモーターの出力が加わり、パワーユニットとしての最大出力は1,000馬力を超えるとされる。

### 呼吸補助器具の製造（2020年）
2020年3月、メルセデスAMG HPPは新型コロナウイルス感染症の世界的流行により不足していた呼吸補助器具の開発と製造を手掛けた。これはユニヴァーシティ・カレッジ・ロンドン（UCL）と同大学病院に協力したもので、HPPは人工呼吸器なしで肺に酸素を送り込む「持続的気道陽圧装置」（CPAP装置）を開発、製造した。
HPPはリバースエンジニアリングによって同機器を1週間で開発し、多くのメーカーが生産できるよう、機器の製造に必要なデータはUCLのウェブサイトで無料で公開された。HPP自体でもF1エンジンのピストンやターボチャージャーを製造するための機械を活用することで、1日で最大1000個のCPAP装置を製造した。

## 授賞
- 2009年 デュワートロフィー（英語版） - KERSに対して[W 1]
- 2014年 デュワートロフィー - PU106Aパワーユニットに対して[W 34]